# Nistos
Pour les articles homonymes, voir Nistos (homonymie).
Nistos [nistɔs] est une commune française située dans l'est du département des Hautes-Pyrénées, en région Occitanie.
Sur le plan historique et culturel, la commune est dans le pays de Comminges, correspondant à l’ancien comté de Comminges, circonscription de la province de Gascogne située sur les départements actuels du Gers, de la Haute-Garonne, des Hautes-Pyrénées et de l'Ariège. Exposée à un climat de montagne, elle est drainée par le ruisseau de Nistos, le ruisseau d'Arize et par divers autres petits cours d'eau. La commune possède un patrimoine naturel remarquable composé de dix zones naturelles d'intérêt écologique, faunistique et floristique.
Nistos est une commune rurale qui compte 210 habitants en 2022, après avoir connu un pic de population de 2 182 habitants en 1846. Elle fait partie de l'aire d'attraction de Lannemezan..
Ses habitants sont appelés les Nistosiens.

## Géographie

### Localisation
La commune de Nistos se trouve dans le département des Hautes-Pyrénées, en région Occitanie.
Elle se situe à 41 km à vol d'oiseau de Tarbes, préfecture du département, à 27 km de Bagnères-de-Bigorre, sous-préfecture, et à 14 km de Lannemezan, bureau centralisateur du canton de la Vallée de la Barousse dont dépend la commune depuis 2015 pour les élections départementales.
La commune fait en outre partie du bassin de vie de Montréjeau.
Les communes les plus proches sont : 
Seich (0,9 km), Bize (2,9 km), Générest (4,2 km), Hautaget (4,7 km), Montsérié (5,0 km), Lombrès (5,1 km), Nestier (5,1 km), Gazave (5,5 km).
Sur le plan historique et culturel, Nistos fait partie du pays de Comminges, correspondant à l’ancien comté de Comminges, circonscription de la province de Gascogne située sur les départements actuels du Gers, de la Haute-Garonne, des Hautes-Pyrénées et de l'Ariège.

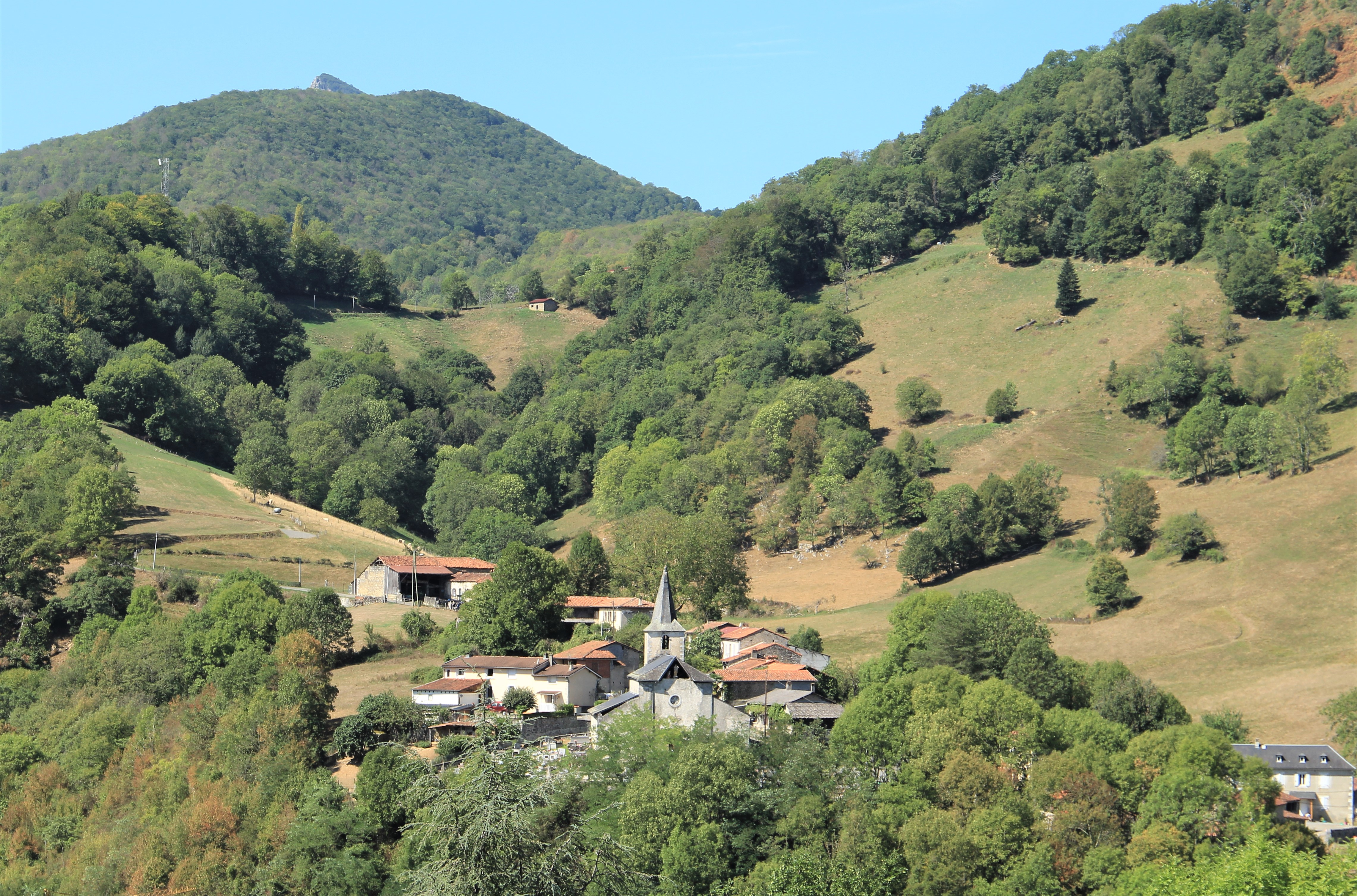
Vue du village de Nistos-Bas.

|             | Bize    |        |
| Hèches      | Nistos  | Seich  |
| Sarrancolin | Ferrère | Sacoué |

### Hydrographie
Le ruisseau de Nistos, affluent droit de la Neste, arrose la commune et traverse les hameaux de Nistos Haut et Nistos Bas du sud au nord.
Les ruisseaux de Poume et d'Arize, affluents de rive droite du ruisseau de Nistos, forment la limite orientale de la commune, avec celle de Seich.
Les ruisseaux de Sarranet, de Hourcadère, de Lère, Haut Luzat, de Serizède, de Parréu, de Castenné, tous affluents ou sous-affluents du ruisseau de Nistos, arrosent la commune.

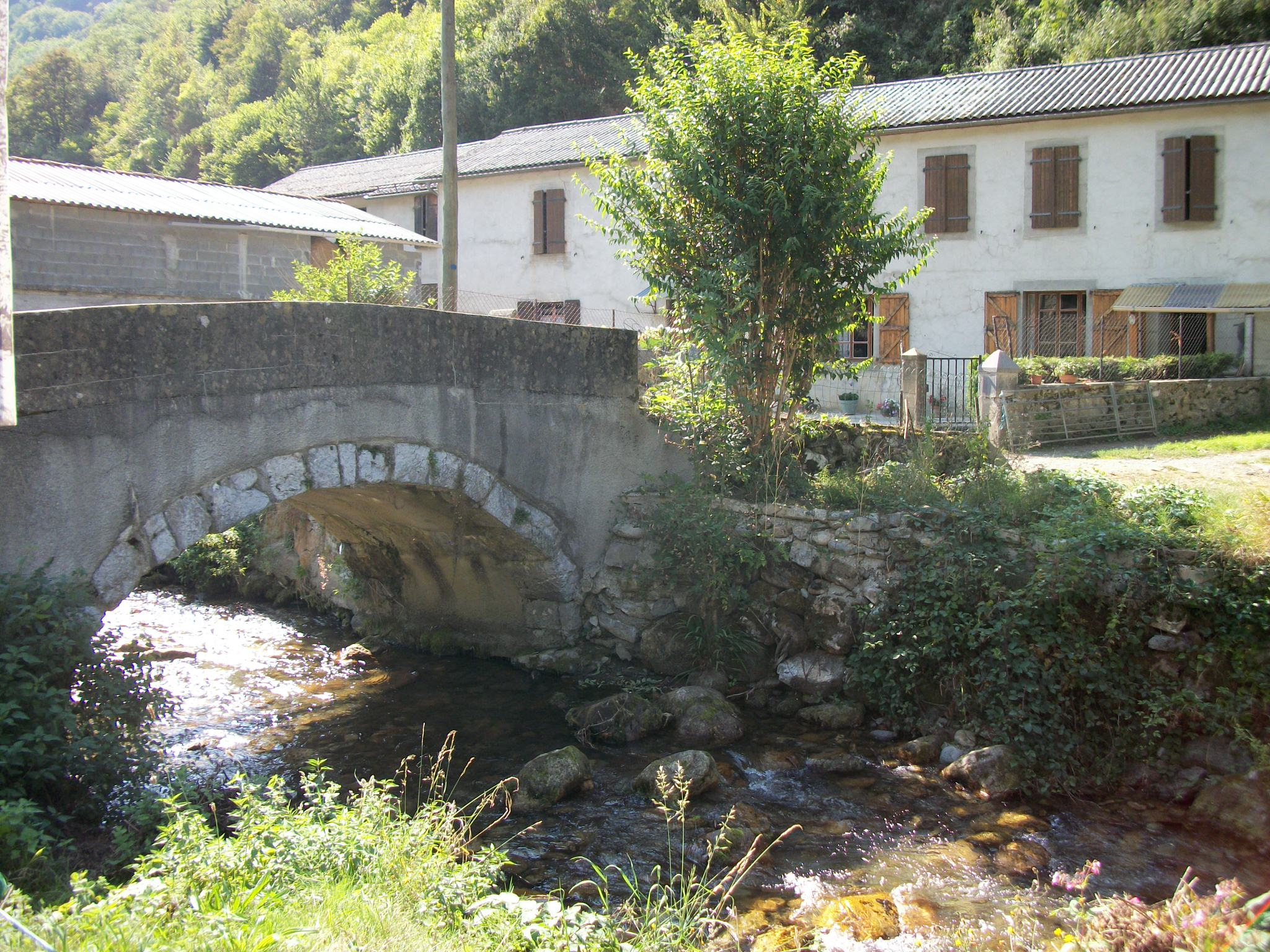
Pont sur la rivière de Nistos pour rejoindre une habitation.
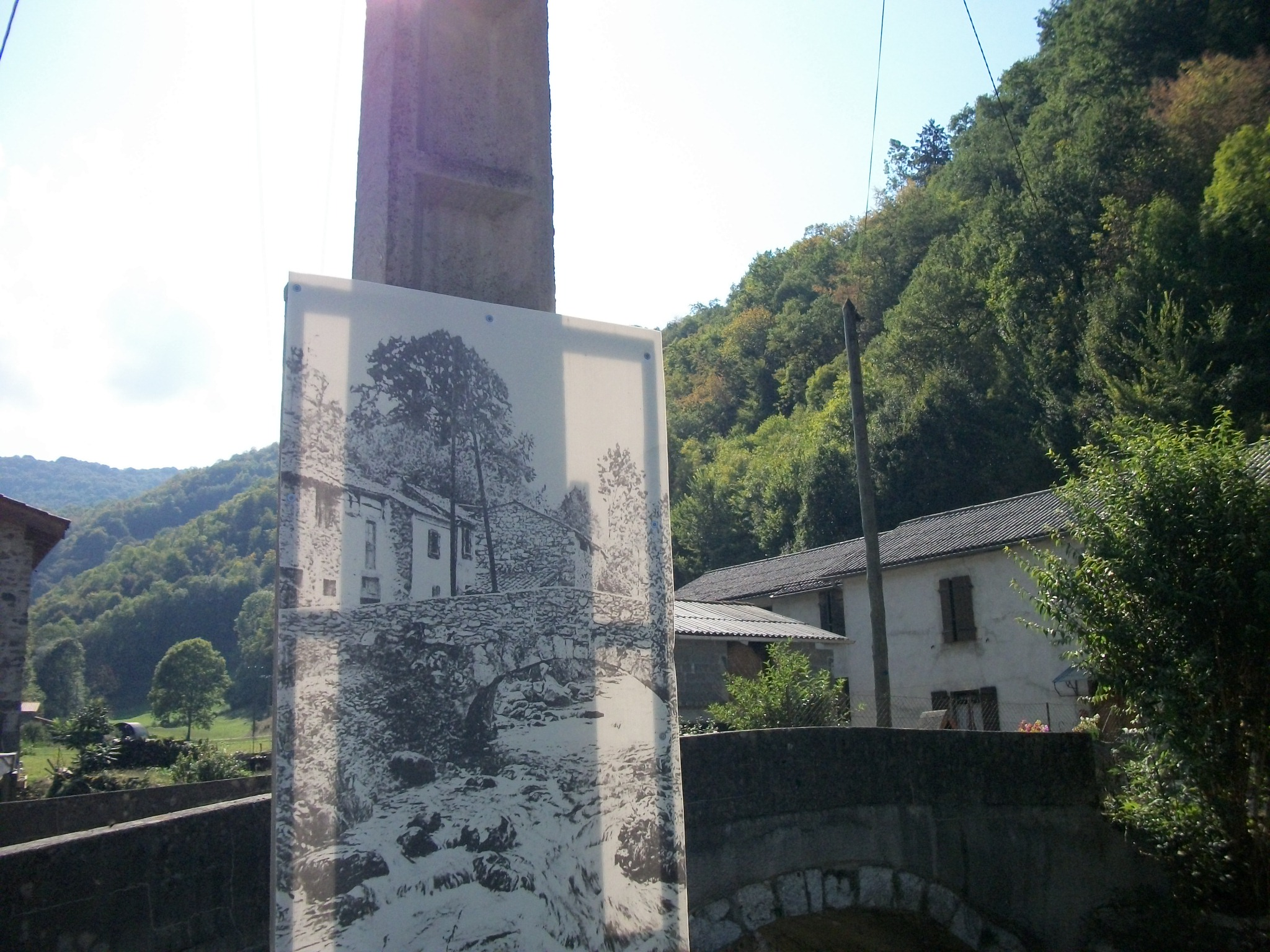
Ancienne photo du pont sur la rivière de Nistos.
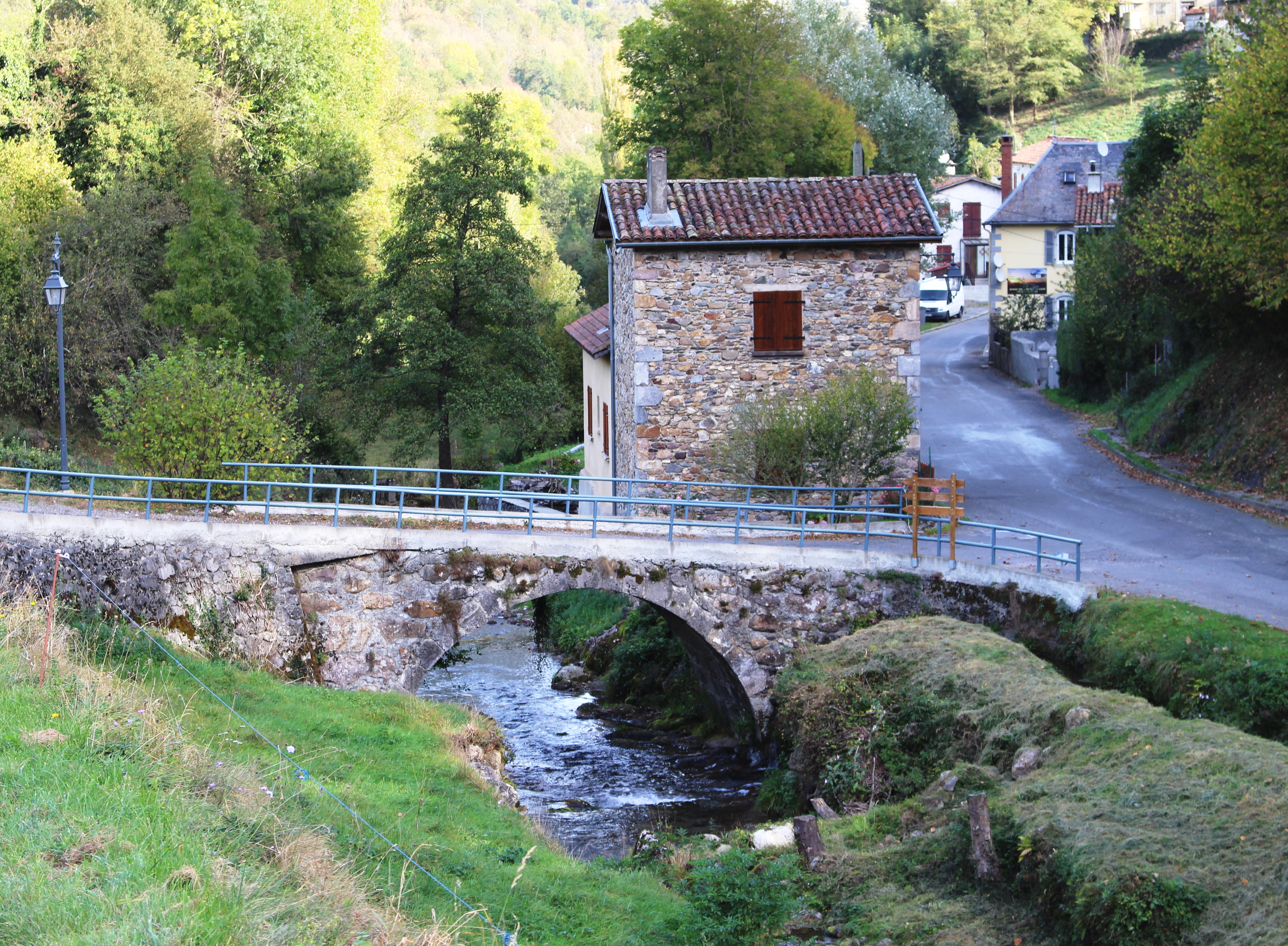
Pont sur la rivière de Nistos.
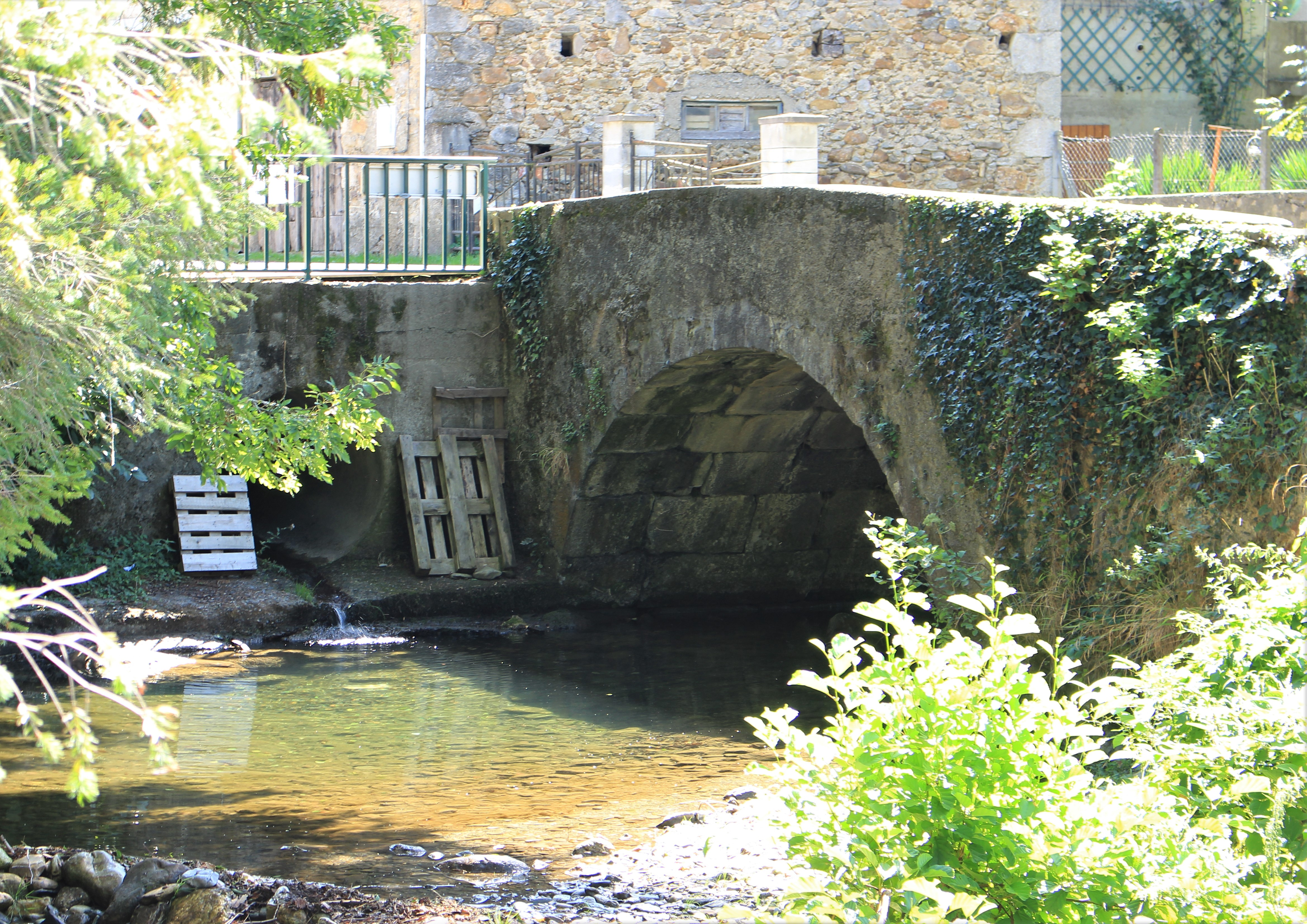
Pont sur le Nistos.

Vue des moulins du village.
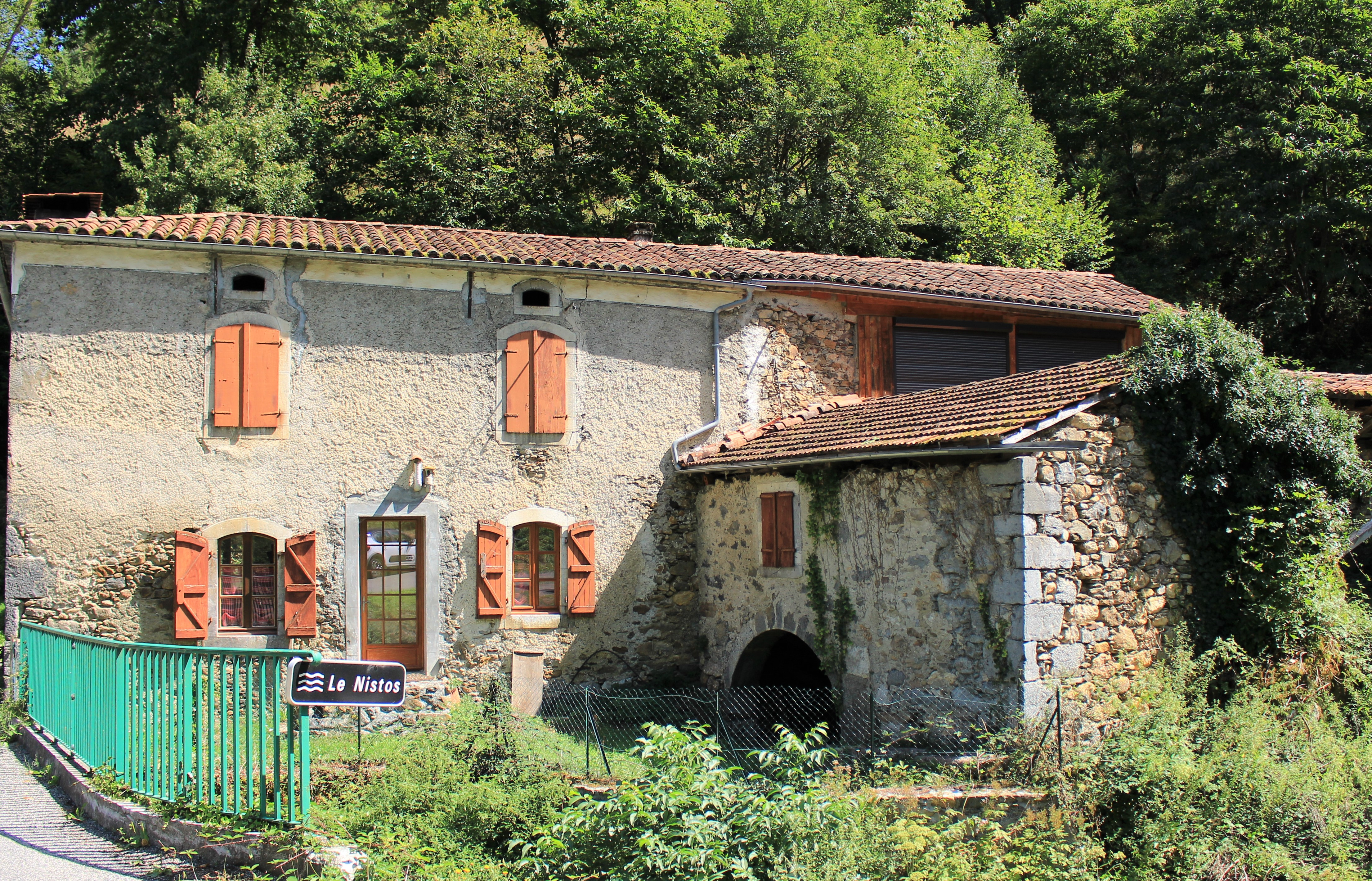
Moulin
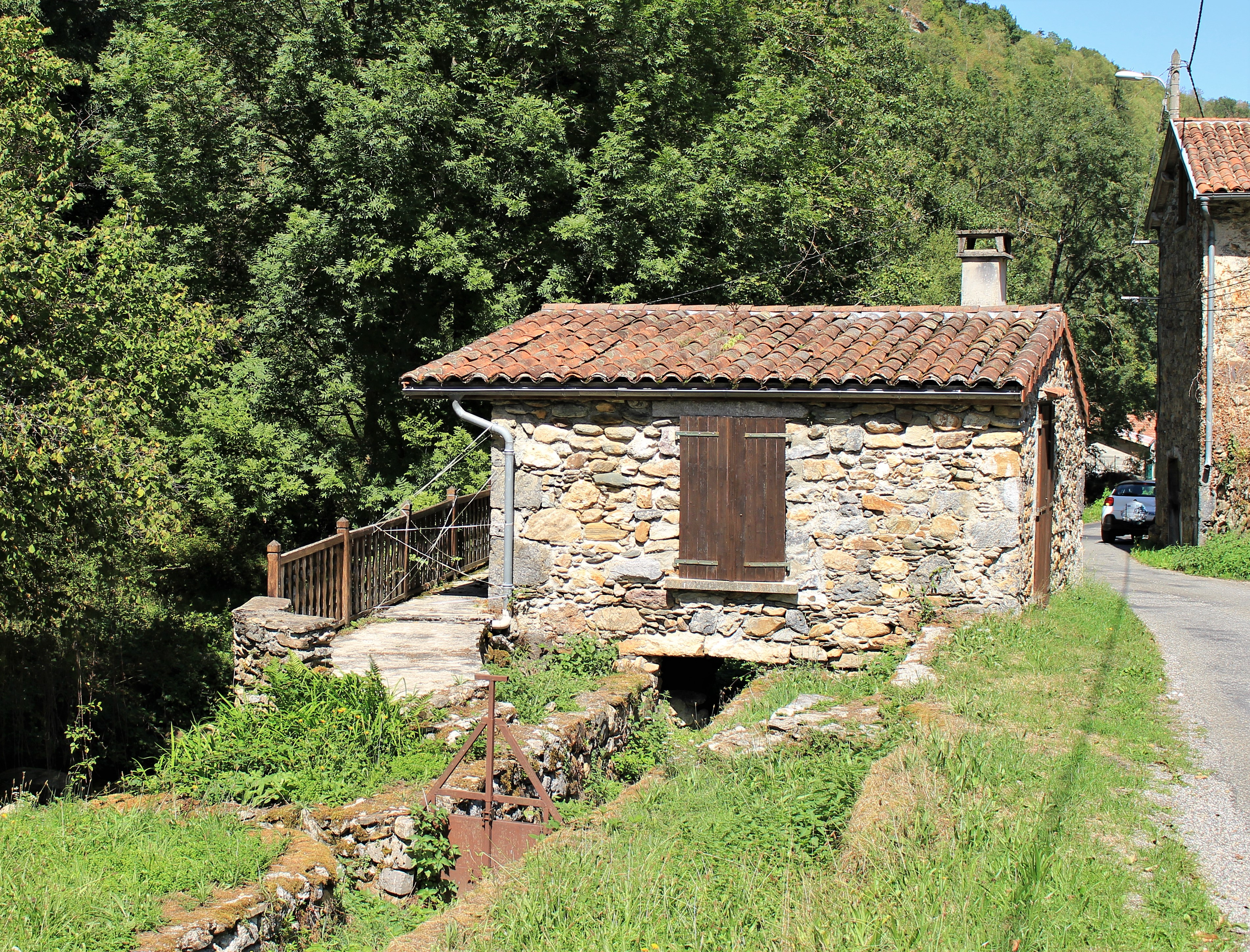
Moulin

### Climat
Le climat qui caractérise la commune est qualifié, en 2010, de « climat des marges montargnardes », selon la typologie des climats de la France qui compte alors huit grands types de climats en métropole. En 2020, la commune ressort du type « climat de montagne » dans la classification établie par Météo-France, qui ne compte désormais, en première approche, que cinq grands types de climats en métropole. Pour ce type de climat, la température décroît rapidement en fonction de l'altitude. On observe une nébulosité minimale en hiver et maximale en été. Les vents et les précipitations varient notablement selon le lieu.
Les paramètres climatiques qui ont permis d’établir la typologie de 2010 comportent six variables pour les températures et huit pour les précipitations, dont les valeurs correspondent à la normale 1971-2000. Les sept principales variables caractérisant la commune sont présentées dans l'encadré ci-après.
| Paramètres climatiques communaux sur la période 1971-2000 - Moyenne annuelle de température : 11,2 °C - Nombre de jours avec une température inférieure à −5 °C : 5,1 j - Nombre de jours avec une température supérieure à 30 °C : 5,6 j - Amplitude thermique annuelle : 14,8 °C - Cumuls annuels de précipitation : 1 003 mm - Nombre de jours de précipitation en janvier : 10,3 j - Nombre de jours de précipitation en juillet : 7,6 j |

Avec le changement climatique, ces variables ont évolué. Une étude réalisée en 2014 par la Direction générale de l'Énergie et du Climat complétée par des études régionales prévoit en effet que la  température moyenne devrait croître et la pluviométrie moyenne baisser, avec toutefois de fortes variations régionales. Ces changements peuvent être constatés sur la station météorologique de Météo-France la plus proche, « Nestier », sur la commune de Nestier, mise en service en 1946 et qui se trouve à 5 km à vol d'oiseau,, où la température moyenne annuelle est de 11,8 °C et la hauteur de précipitations de 1 049,8 mm pour la période 1981-2010.
Sur la station météorologique historique la plus proche, « Tarbes-Lourdes-Pyrénées », sur la commune d'Ossun, mise en service en 1946 et à 45 km, la température moyenne annuelle évolue de 12,2 °C pour la période 1971-2000, à 12,6 °C pour 1981-2010, puis à 12,9 °C pour 1991-2020.

### Milieux naturels et biodiversité
L’inventaire des zones naturelles d'intérêt écologique, faunistique et floristique (ZNIEFF) a pour objectif de réaliser une couverture des zones les plus intéressantes sur le plan écologique, essentiellement dans la perspective d’améliorer la connaissance du patrimoine naturel national et de fournir aux différents décideurs un outil d’aide à la prise en compte de l’environnement dans l’aménagement du territoire.
Sept ZNIEFF de type 1 sont recensées sur la commune :
- les « bois et rochers calcaires de Pène Haute de Rebouc » (547 ha), couvrant 2 communes du département[20] ;
- les « cap d'Estivère, Bayelle de Gazave et pic de Picharot » (1 163 ha), couvrant 6 communes du département[21] ;
- les « forêts du Nistos et pic de Mont Aspet » (2 169 ha), couvrant 6 communes du département[22] ;
- le « massif de la Barousse » (6 802 ha), couvrant 12 communes dont deux dans la Haute-Garonne et dix dans les Hautes-Pyrénées[23] ;
- les « milieux forestiers, rocheux et humides du vallon d'Arize » (1 333 ha), couvrant 6 communes du département[24] ;
- le « réseau hydrographique du  Nistos » (79 ha), couvrant 14 communes du département[25] ;
- les « versants forestiers et rochers calcaires du Mont Mouch » (666 ha)[26] ;

et trois ZNIEFF de type 2, : 
- les « Garonne amont, Pique et Neste » (1 788 ha), couvrant 112 communes dont 42 dans la Haute-Garonne et 70 dans les Hautes-Pyrénées[27] ;
- le « massif de la Barousse et chaînon du sommet d´Antenac au cap de Pouy de Hourmigué » (15 691 ha), couvrant 33 communes dont 18 dans la Haute-Garonne et 15 dans les Hautes-Pyrénées[28] ;
- le « piémont calcaire, forestier et montagnard du Nistos en rive droite de la Neste » (15 195 ha), couvrant 26 communes dont une dans la Haute-Garonne et 25 dans les Hautes-Pyrénées[29].

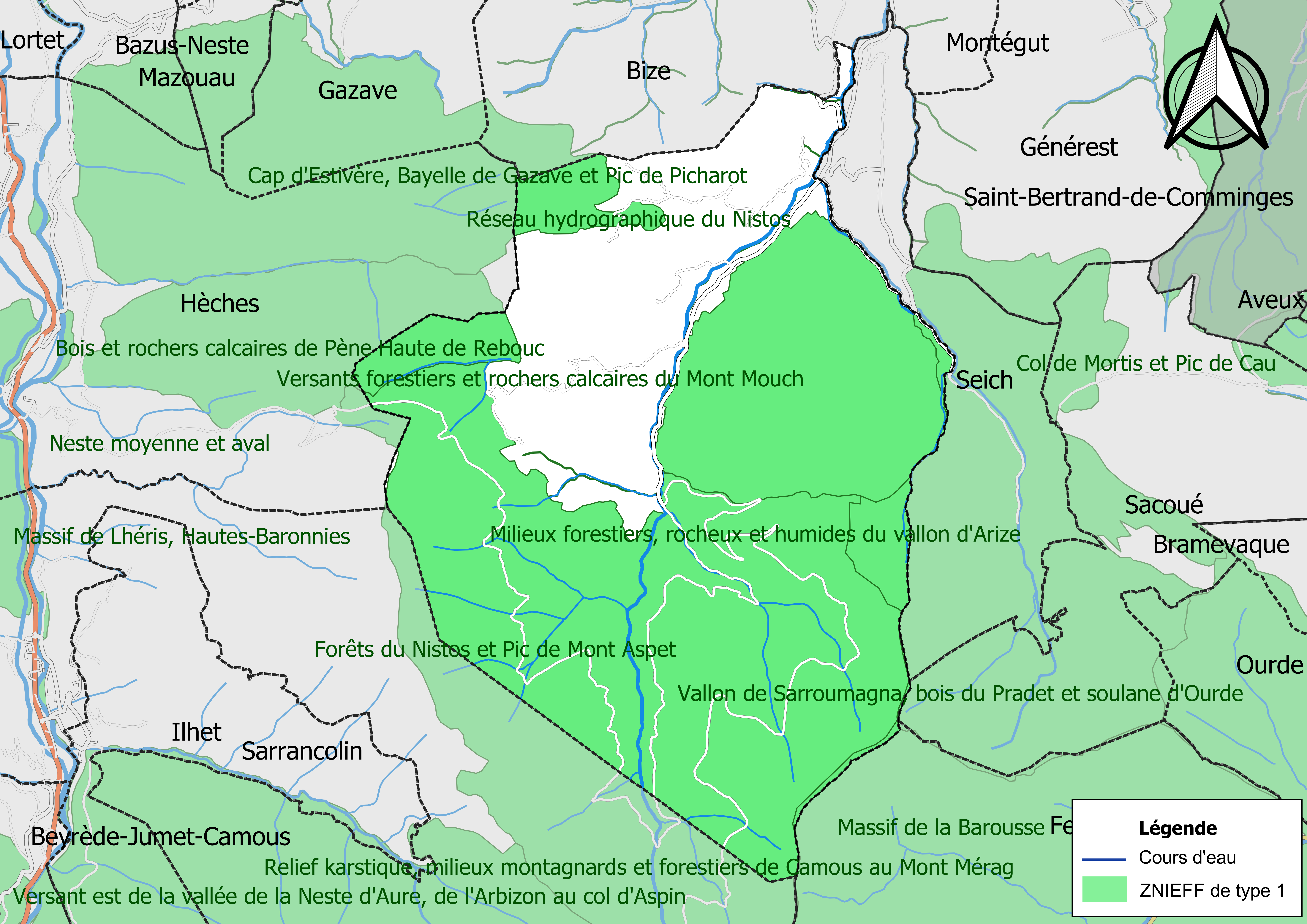
Carte des ZNIEFF de type 1 sur la commune.
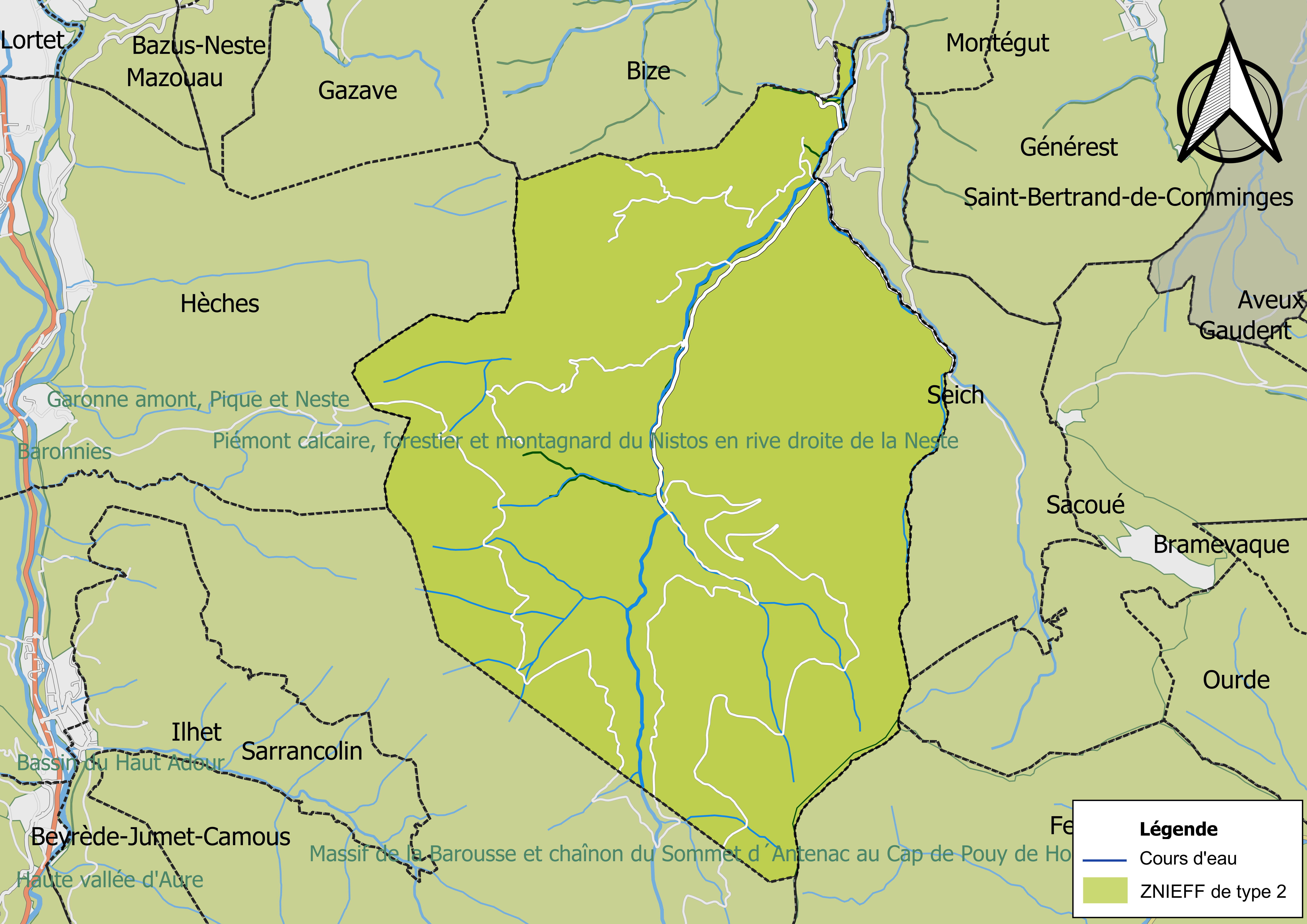
Carte des ZNIEFF de type 2 sur la commune.

## Urbanisme

### Typologie
Au 1er janvier 2024, Nistos est catégorisée commune rurale à habitat très dispersé, selon la nouvelle grille communale de densité à sept niveaux définie par l'Insee en 2022.
Elle est située hors unité urbaine. Par ailleurs la commune fait partie de l'aire d'attraction de Lannemezan, dont elle est une commune de la couronne,. Cette aire, qui regroupe 65 communes, est catégorisée dans les aires de moins de 50 000 habitants,.

### Occupation des sols
L'occupation des sols de la commune, telle qu'elle ressort de la base de données européenne d’occupation biophysique des sols Corine Land Cover (CLC), est marquée par l'importance des forêts et milieux semi-naturels (80,8 % en 2018), en augmentation par rapport à 1990 (79,9 %). La répartition détaillée en 2018 est la suivante : 
forêts (75,7 %), prairies (13,9 %), zones agricoles hétérogènes (5,3 %), milieux à végétation arbustive et/ou herbacée (5,1 %).
L'IGN met par ailleurs à disposition un outil en ligne permettant de comparer l’évolution dans le temps de l’occupation des sols de la commune (ou de territoires à des échelles différentes). Plusieurs époques sont accessibles sous forme de cartes ou photos aériennes : la carte de Cassini (XVIIIe siècle), la carte d'état-major (1820-1866) et la période actuelle (1950 à aujourd'hui).

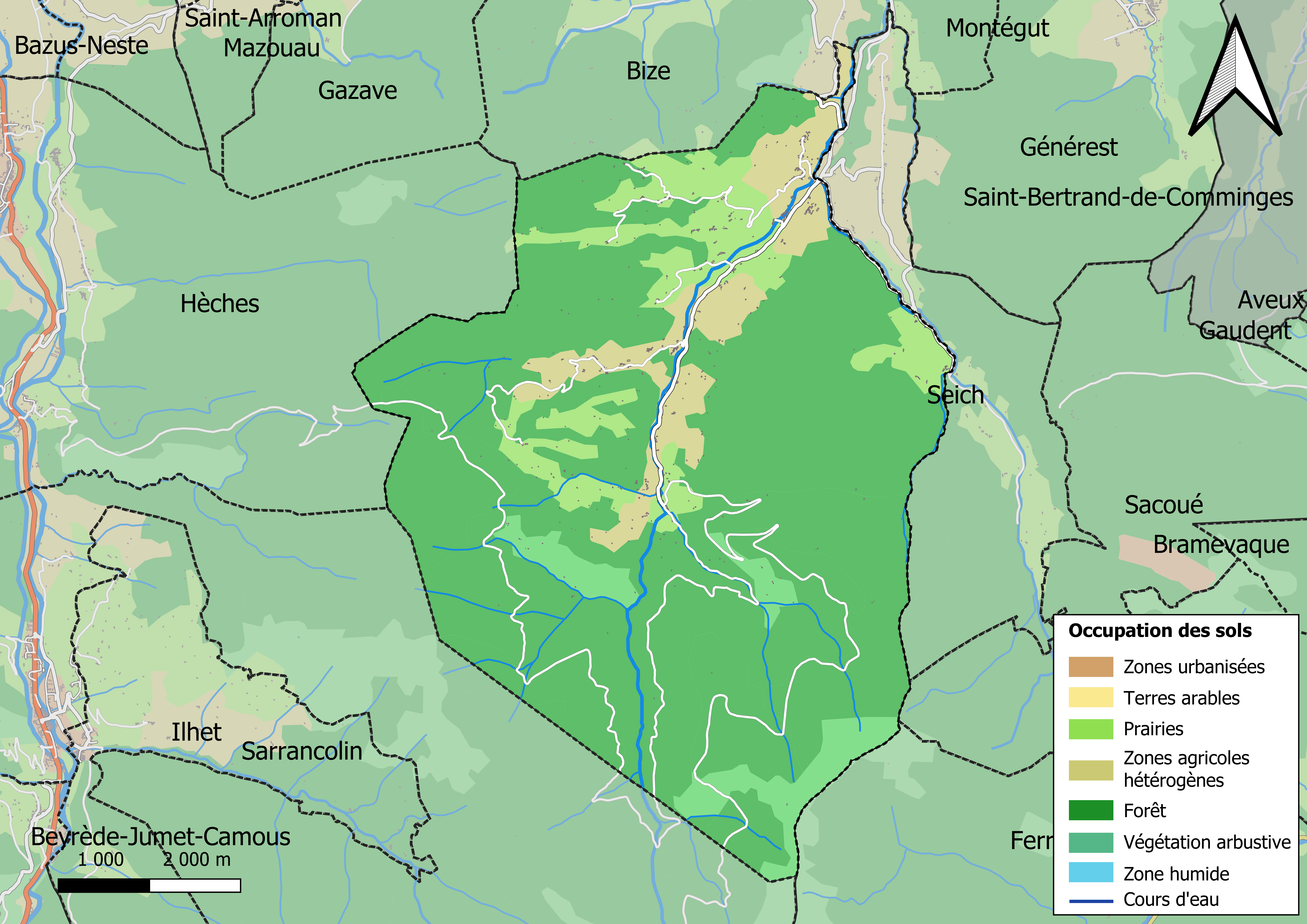
Carte des infrastructures et de l'occupation des sols en 2018 (CLC) de la commune.
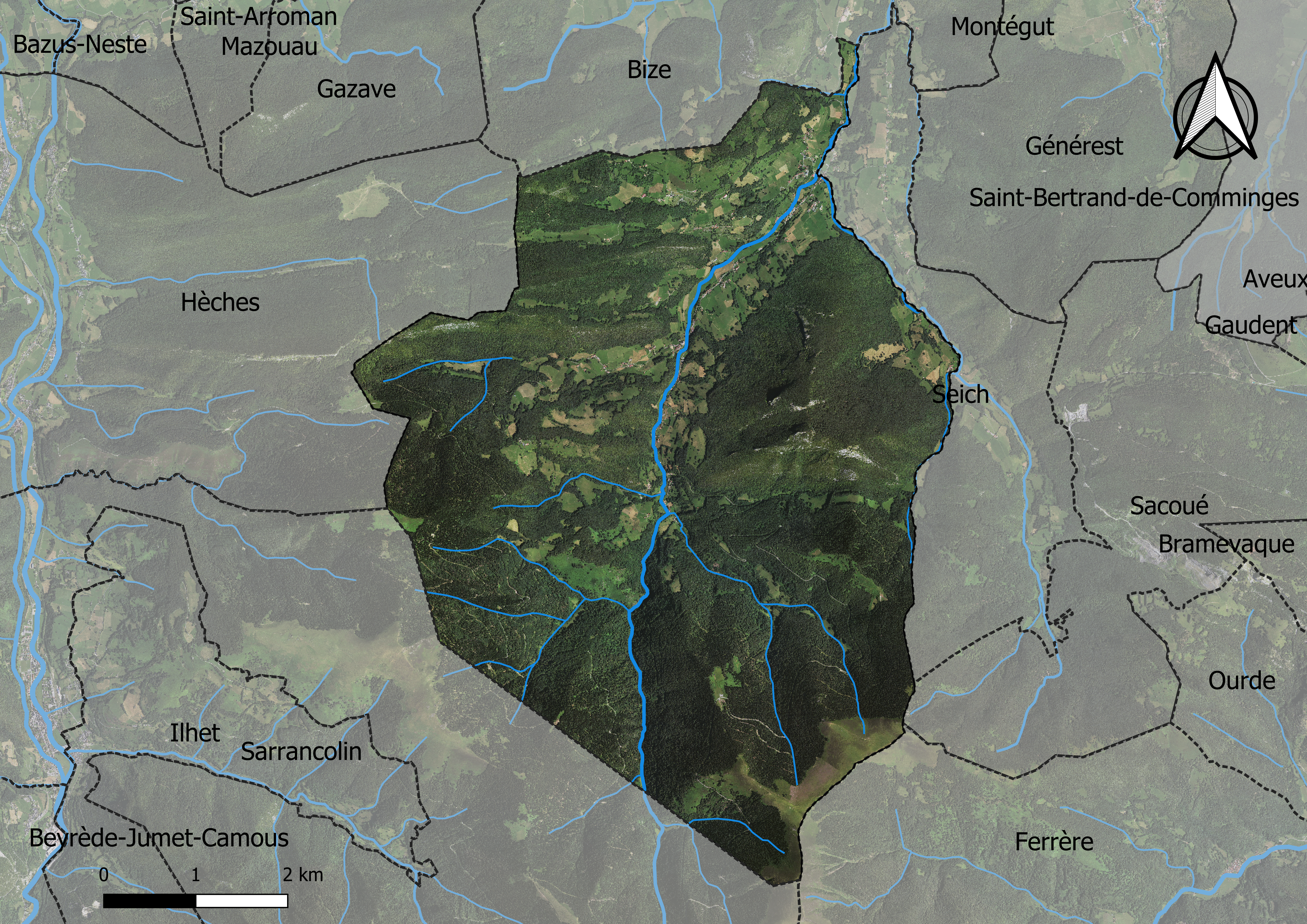
Carte orthophotogrammétrique de la commune.

### Logement
En 2012, le nombre total de logements dans la commune est de 235.

Parmi ces logements, 47,6 % sont des résidences principales, 36,8 % des résidences secondaires et 15,6 % des logements vacants.

### Voies de communication et transports
Cette commune est desservie par la route départementale D 75.

### Risques majeurs
Le territoire de la commune de Nistos est vulnérable à différents aléas naturels : météorologiques (tempête, orage, neige, grand froid, canicule ou sécheresse), inondations, feux de forêts, mouvements de terrains, avalanche  et séisme (sismicité moyenne). Un site publié par le BRGM permet d'évaluer simplement et rapidement les risques d'un bien localisé soit par son adresse soit par le numéro de sa parcelle.
Certaines parties du territoire communal sont susceptibles d’être affectées par le risque d’inondation par débordement de cours d'eau, notamment le ruisseau de Nistos. La cartographie des zones inondables en ex-Midi-Pyrénées réalisée dans le cadre du XIe Contrat de plan État-région, visant à informer les citoyens et les décideurs sur le risque d’inondation, est accessible sur le site de la DREAL Occitanie. La commune a été reconnue en état de catastrophe naturelle au titre des dommages causés par les inondations et coulées de boue survenues en 1982, 1999, 2009, 2011 et 2015,.
Nistos est exposée au risque de feu de forêt. Un plan départemental de protection des forêts contre les incendies a été approuvé par arrêté préfectoral le 21 avril 2020 pour la période 2020-2029. Le précédent couvrait la période 2007-2017. L’emploi du feu est régi par deux types de réglementations. D’abord le code forestier et l’arrêté préfectoral du 27 octobre 2014, qui réglementent l’emploi du feu à moins de 200 m des espaces naturels combustibles sur l’ensemble du département. Ensuite celle établie dans le cadre de la lutte contre la pollution de l’air, qui interdit le brûlage des déchets verts des particuliers. L’écobuage est quant à lui réglementé dans le cadre de commissions locales d’écobuage (CLE).

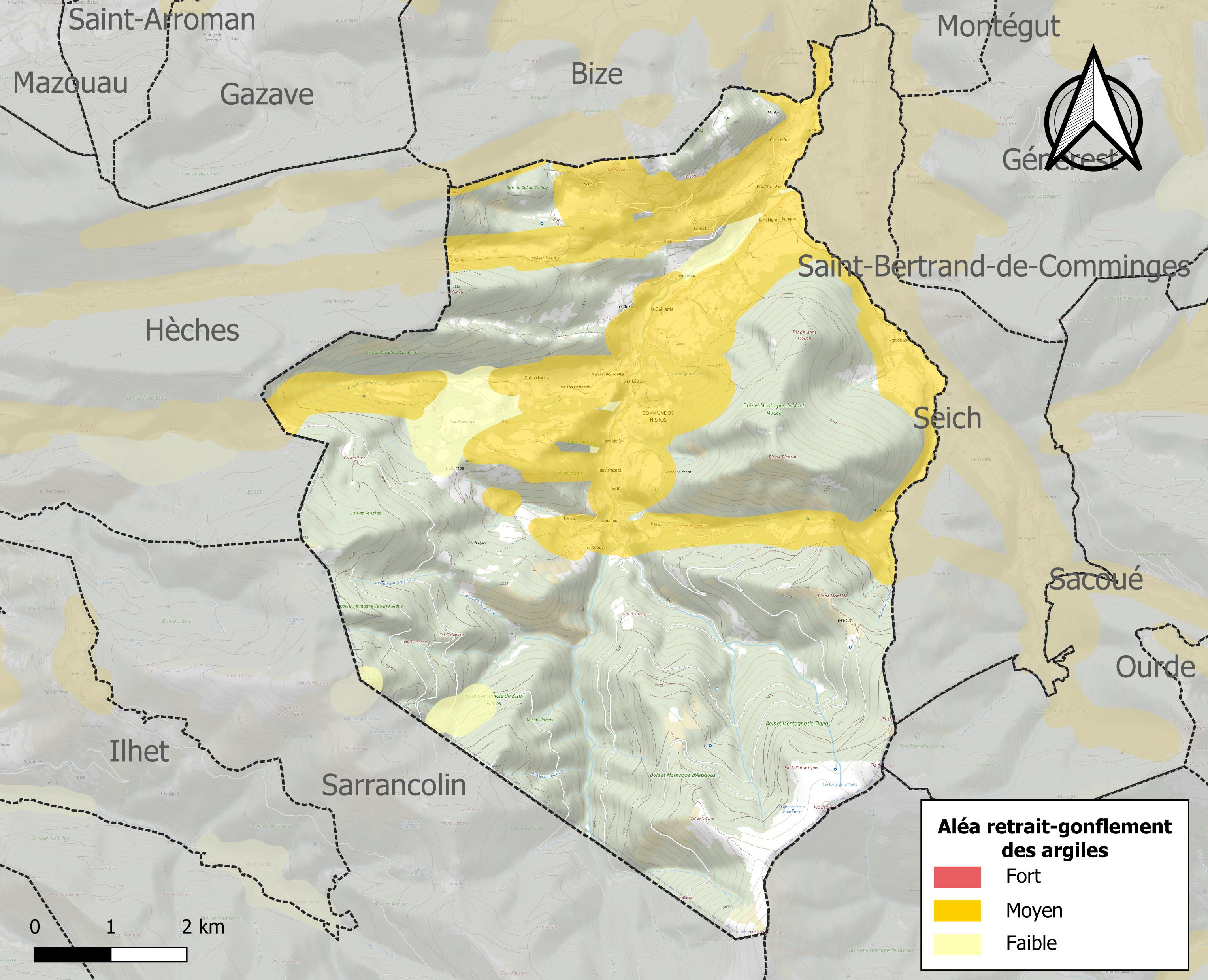
Carte des zones d'aléa retrait-gonflement des sols argileux de Nistos.

Les mouvements de terrains susceptibles de se produire sur la commune sont des mouvements de sols liés à la présence d'argile et des tassements différentiels.
Le retrait-gonflement des sols argileux est susceptible d'engendrer des dommages importants aux bâtiments en cas d’alternance de périodes de sécheresse et de pluie. 28,1 % de la superficie communale est en aléa moyen ou fort (44,5 % au niveau départemental et 48,5 % au niveau national). Sur les 218 bâtiments dénombrés sur la commune en 2019, 195 sont en aléa moyen ou fort, soit 89 %, à comparer aux 75 % au niveau départemental et 54 % au niveau national. Une cartographie de l'exposition du territoire national au retrait gonflement des sols argileux est disponible sur le site du BRGM,.
Par ailleurs, afin de mieux appréhender le risque d’affaissement de terrain, l'inventaire national des cavités souterraines permet de localiser celles situées sur la commune.
Concernant les mouvements de terrains, la commune a été reconnue en état de catastrophe naturelle au titre des dommages causés par des mouvements de terrain en 1999.
La commune est exposée aux risques d'avalanche. Les habitants exposés à ce risque doivent se renseigner, en mairie, de l’existence d’un plan de prévention des risques avalanches (PPRA). Le cas échéant, identifier les mesures applicables à l'habitation, identifier, au sein de l'habitation, la pièce avec la façade la moins exposée à l’aléa pouvant faire office, au besoin, de zone de confinement et équiper cette pièce avec un kit de situation d’urgence,.

## Toponymie
On trouvera les principales informations dans le Dictionnaire toponymique des communes des Hautes-Pyrénées de Michel Grosclaude et Jean-François Le Nail qui rapporte les dénominations historiques du village :
Dénominations historiques :
- N'est pas citée en 1387, devait être une dépendance de Bize ;
- Nistos (1790, Département 1 et 2) ;
- Nistos (fin XVIIIe siècle, carte de Cassini).

Étymologie : du pré-indo-européen Nesta et suffixe aquitain oss(um). Signification probable : « lieu où il y a une rivière, une neste ». Une autre hypothèse, selon le blòg deu joan, fait dériver nistòs du mot latin nasturtium qui signifie "cresson". Nasturcium > Nestós > Nistòs (o ouvert par influence du français). Neste (Nèsta) serait un degressif de nestós dont le sens de cresson  a été perdu en gascon. Nestós a été alors interprété comme "nesteux",  "riche en nestes" d'où le terme de rivière associé au mot nèste. En faveur de cette hypothèse est le mot neston qui signifie cresson et qui dérive de nestós par changement d'affixe (TdF)-. En Gascogne, la berle (du gallo-latin berula: cresson sauvage) a aussi donné son nom à un cours d'eau.
Nom occitan : Nistòs.

## Histoire

### Époque contemporaine
Dans la nuit du 13 au 14 juillet 1944, un avion quadrimoteur Handley Page Halifax chargé de ravitailler en armes et en équipements la résistance locale s'écrase sur les flancs du pic de Douly, sommet qui marque la limite entre les communes de Nistos, Ferrère et Sacoué,. Après avoir décollé de Blida, en Algérie, les sept membres de l'équipage, le pilote canadien et six Anglais, trouvent la mort et sont enterrés clandestinement le 18 juillet par les résistants. Une stèle a été érigée.
En 2015, Francis Bianconi réalise le tournage d'un docufiction retraçant cette épopée sur les lieux mêmes de l'accident, avant de poursuivre le tournage en Angleterre puis au Canada. Sous le titre « Morts pour la liberté », sa diffusion en est prévue sur France Télévisions à la rentrée 2016, puis dans plus de 50 pays.

### Cadastre napoléonien de Nistos
Le plan cadastral napoléonien de Nistos est consultable sur le site des archives départementales des Hautes-Pyrénées.

## Politique et administration

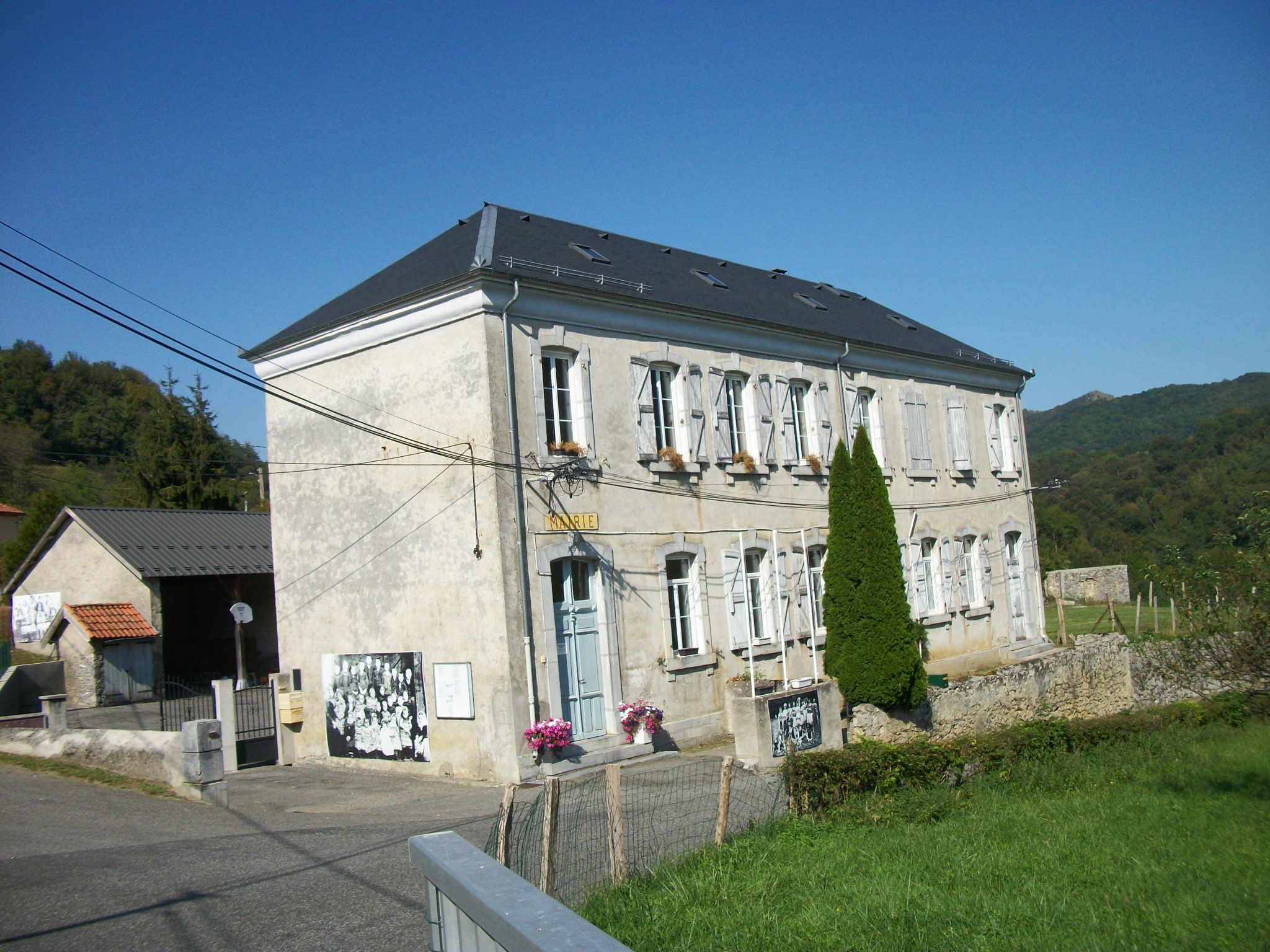
Mairie.

### Liste des maires
| Période                                  | Période   | Identité            | Étiquette | Qualité |
| ---------------------------------------- | --------- | ------------------- | --------- | ------- |
| Les données manquantes sont à compléter. |           |                     |           |         |
|                                          |           |                     |           |         |
| avant 1981                               | ?         | Alfred Casteran     | DVG       |         |
| mars 2001                                | mars 2008 | Bernard Severa      |           |         |
| mars 2008                                | mars 2014 | Frédérique Casteran |           |         |
| mars 2014                                | mars 2020 | Denis Recurt        |           |         |
| mars 2020                                | En cours  | Fernand Campan      |           |         |

### Rattachements administratifs et électoraux

#### Historique administratif
Sénéchaussée de Toulouse, élection de Comminges, baronnie de Bize, canton de Nestier (1790), Saint-Laurent (1870). Dépendance de Bize, rattachée à celle-ci entre 1791 et 1801, érigée à nouveau en commune sous le nom de Haut-et-Bas-Nistos en 1844. Agrandie de la section d'Arize distraite de Sacoué, Haut-et-Bas-Nistos prend le nom de Nistos en 1957.

#### Intercommunalité
Nistos appartient à la communauté de communes Neste Barousse créée en janvier 2017 et qui réunit 43 communes.

## Population et société

### Démographie

#### Évolution démographique

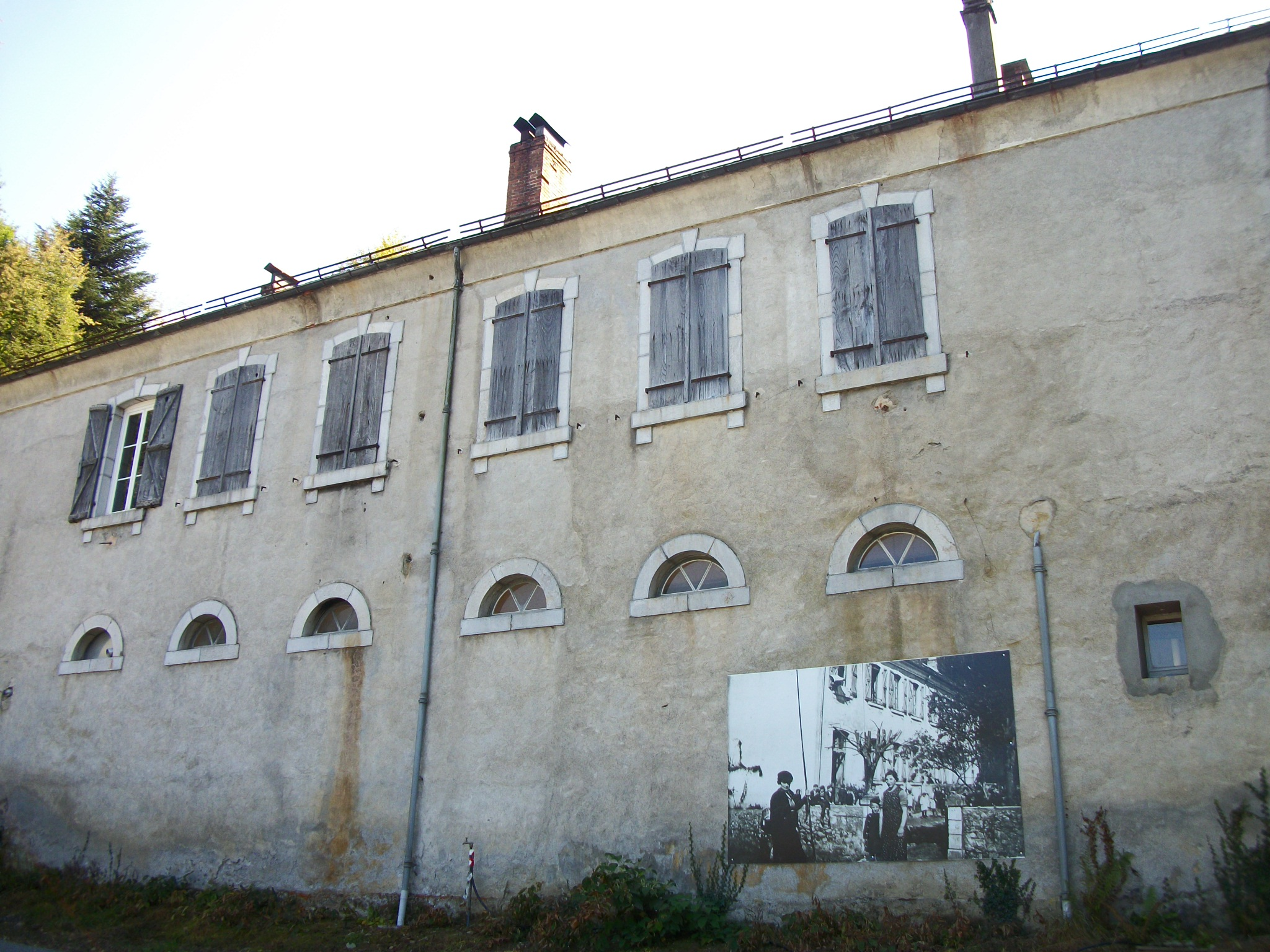
Façade arrière de l'ancienne école de Nistos avec une photo d'époque où on peut voir les institutrices et les élèves.

| 1846  | 1851  | 1856  | 1861  | 1866  | 1872  | 1876  | 1881  | 1886  |
| ----- | ----- | ----- | ----- | ----- | ----- | ----- | ----- | ----- |
| 2 182 | 2 154 | 1 903 | 1 863 | 1 723 | 1 739 | 1 612 | 1 591 | 1 609 |

| 1891  | 1896  | 1901  | 1906  | 1911  | 1921 | 1926 | 1931 | 1936 |
| ----- | ----- | ----- | ----- | ----- | ---- | ---- | ---- | ---- |
| 1 564 | 1 510 | 1 528 | 1 554 | 1 203 | 844  | 818  | 714  | 674  |

| 1946 | 1954 | 1962 | 1968 | 1975 | 1982 | 1990 | 1999 | 2005 |
| ---- | ---- | ---- | ---- | ---- | ---- | ---- | ---- | ---- |
| 574  | 460  | 362  | 330  | 288  | 243  | 217  | 235  | 228  |

| 2006 | 2010 | 2015 | 2020 | 2022 | - | - | - | - |
| ---- | ---- | ---- | ---- | ---- | - | - | - | - |
| 220  | 243  | 223  | 208  | 210  | - | - | - | - |

### Enseignement
La commune dépend de l'académie de Toulouse. Elle dispose d’une école en 2017.
- École primaire.

Sélection de vues des écoles.
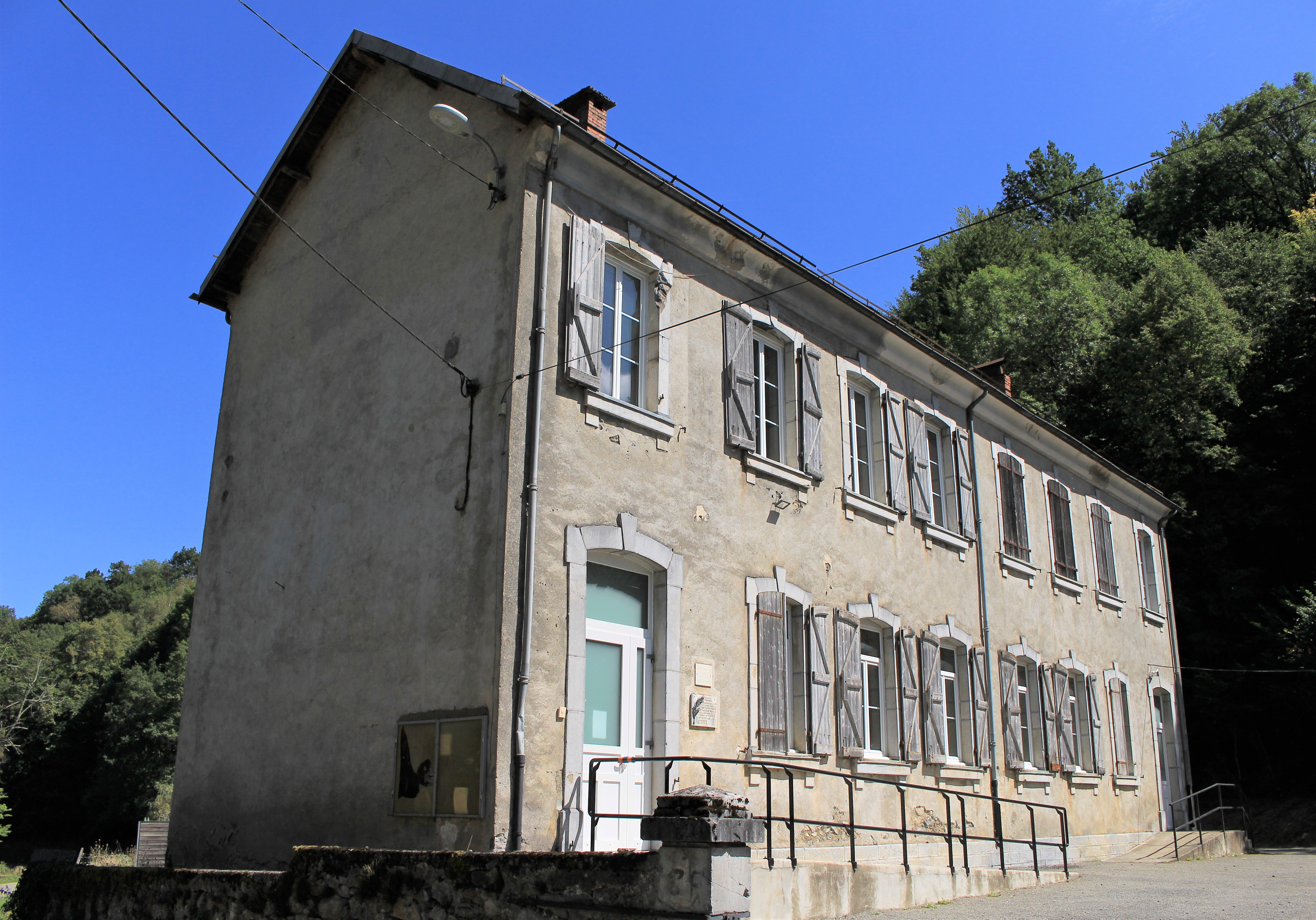
L'ancienne école de Haut-Nistos.
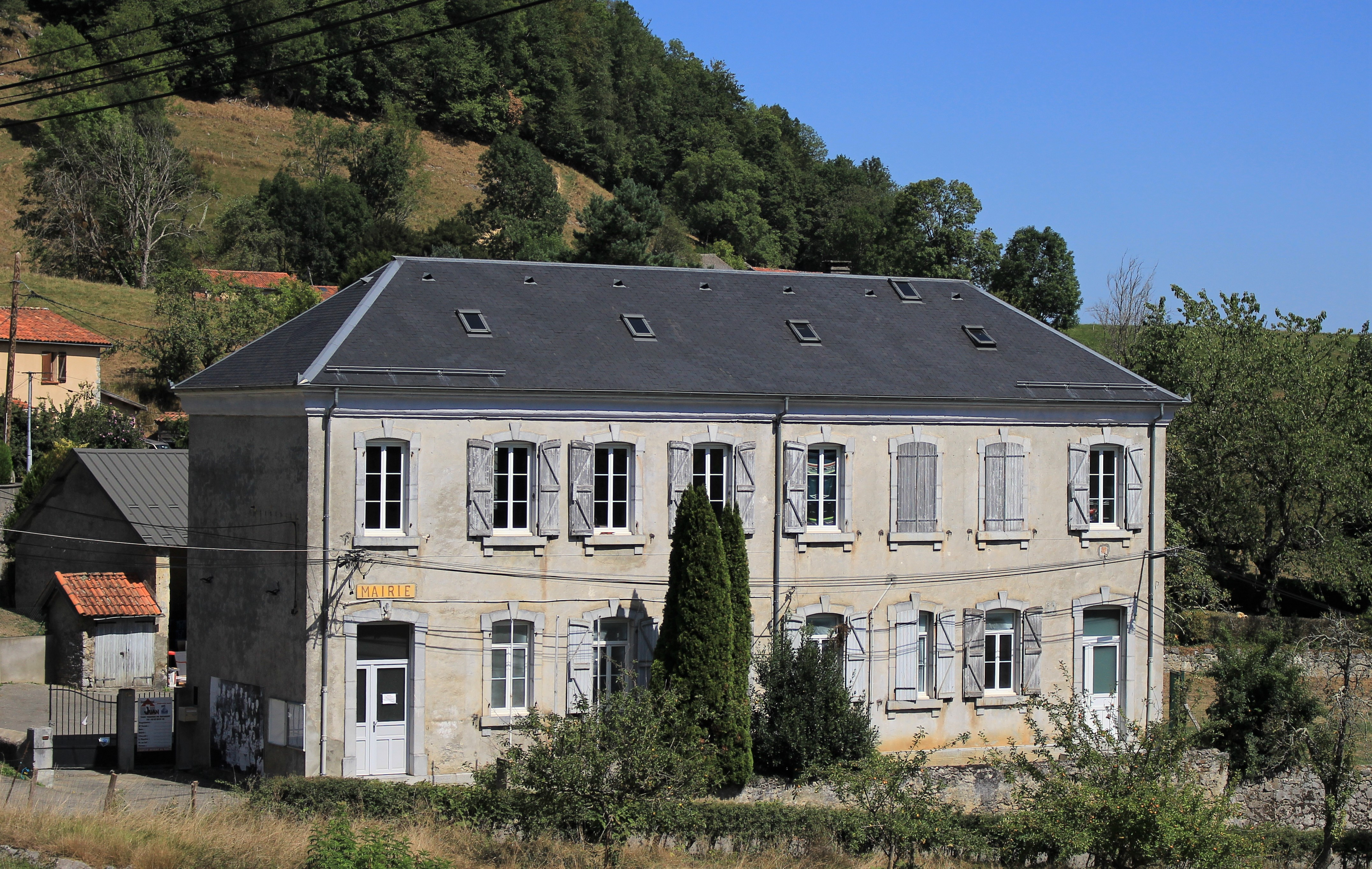
L'ancienne école de Bas-Nistos.

## Économie

### Revenus
En 2018, la commune compte 102 ménages fiscaux, regroupant 209 personnes. La médiane du revenu disponible par unité de consommation est de 15 880 € (20 420 € dans le département).

### Emploi
|                | 2008  | 2013   | 2018  |
| -------------- | ----- | ------ | ----- |
| Commune        | 8,6 % | 13,5 % | 8 %   |
| Département    | 7,7 % | 9,4 %  | 9,8 % |
| France entière | 8,3 % | 10 %   | 10 %  |

En 2018, la population âgée de 15 à 64 ans s'élève à 116 personnes, parmi lesquelles on compte 84,1 % d'actifs (76,1 % ayant un emploi et 8 % de chômeurs) et 15,9 % d'inactifs,. En  2018, le taux de chômage communal (au sens du recensement) des 15-64 ans est inférieur à celui de la France et du département, alors qu'en 2008 la situation était inverse.
La commune fait partie de la couronne de l'aire d'attraction de Lannemezan, du fait qu'au moins 15 % des actifs travaillent dans le pôle,. Elle compte 40 emplois en 2018, contre 39 en 2013 et 38 en 2008. Le nombre d'actifs ayant un emploi résidant dans la commune est de 91, soit un indicateur de concentration d'emploi de 44,4 % et un taux d'activité parmi les 15 ans ou plus de 55,4 %.
Sur ces 91 actifs de 15 ans ou plus ayant un emploi, 29 travaillent dans la commune, soit 32 % des habitants. Pour se rendre au travail, 89,9 % des habitants utilisent un véhicule personnel ou de fonction à quatre roues, 4,5 % s'y rendent en deux-roues, à vélo ou à pied et 5,6 % n'ont pas besoin de transport (travail au domicile).

## Culture locale et patrimoine

### Lieux et monuments

#### Bas-Nistos
- Église Notre-Dame-de-l'Assomption de Bas-Nistos.
- Moulin.
- Lavoir.

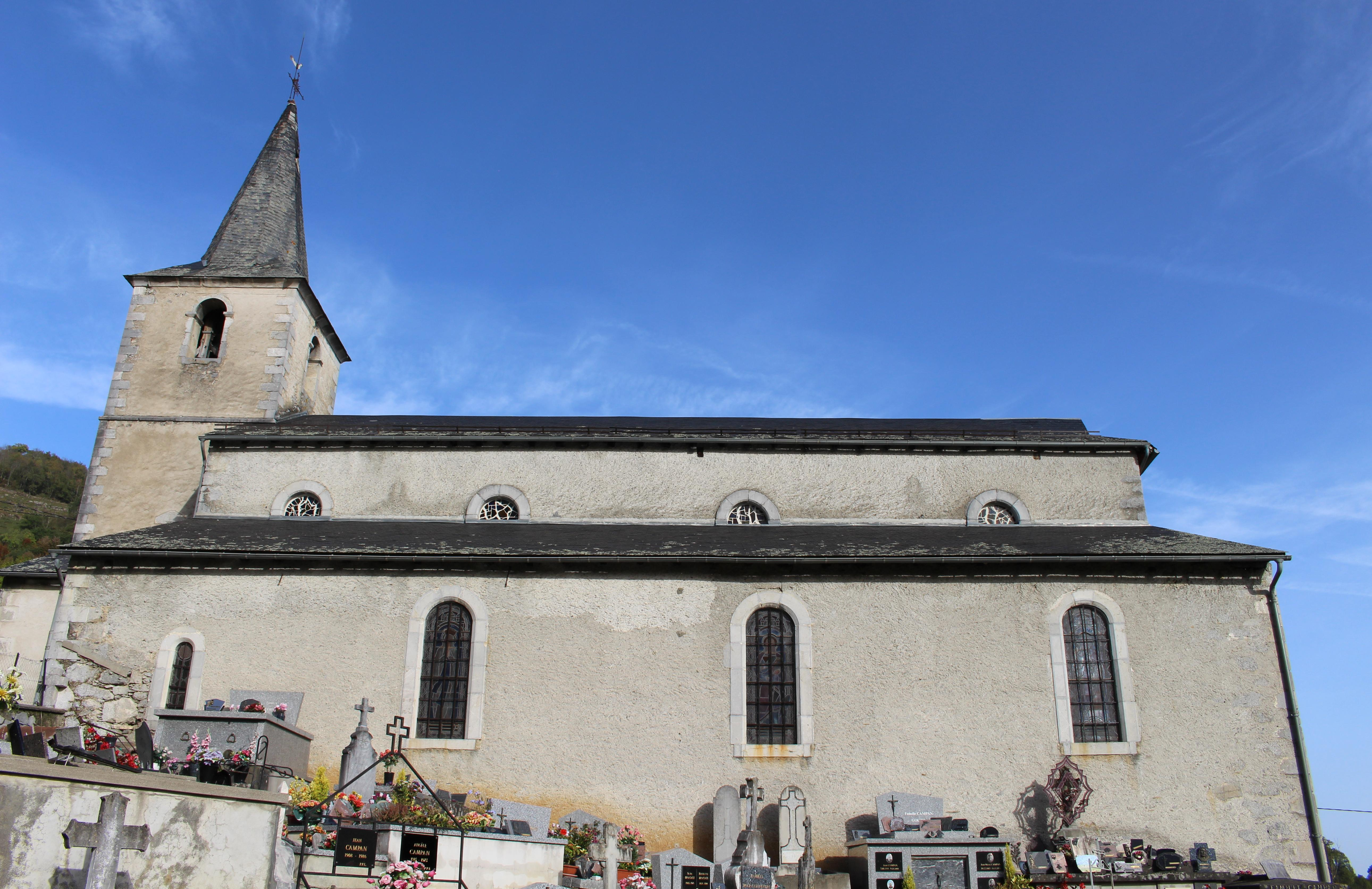
L'église Notre-Dame-de-l'Assomption de Bas-Nistos.
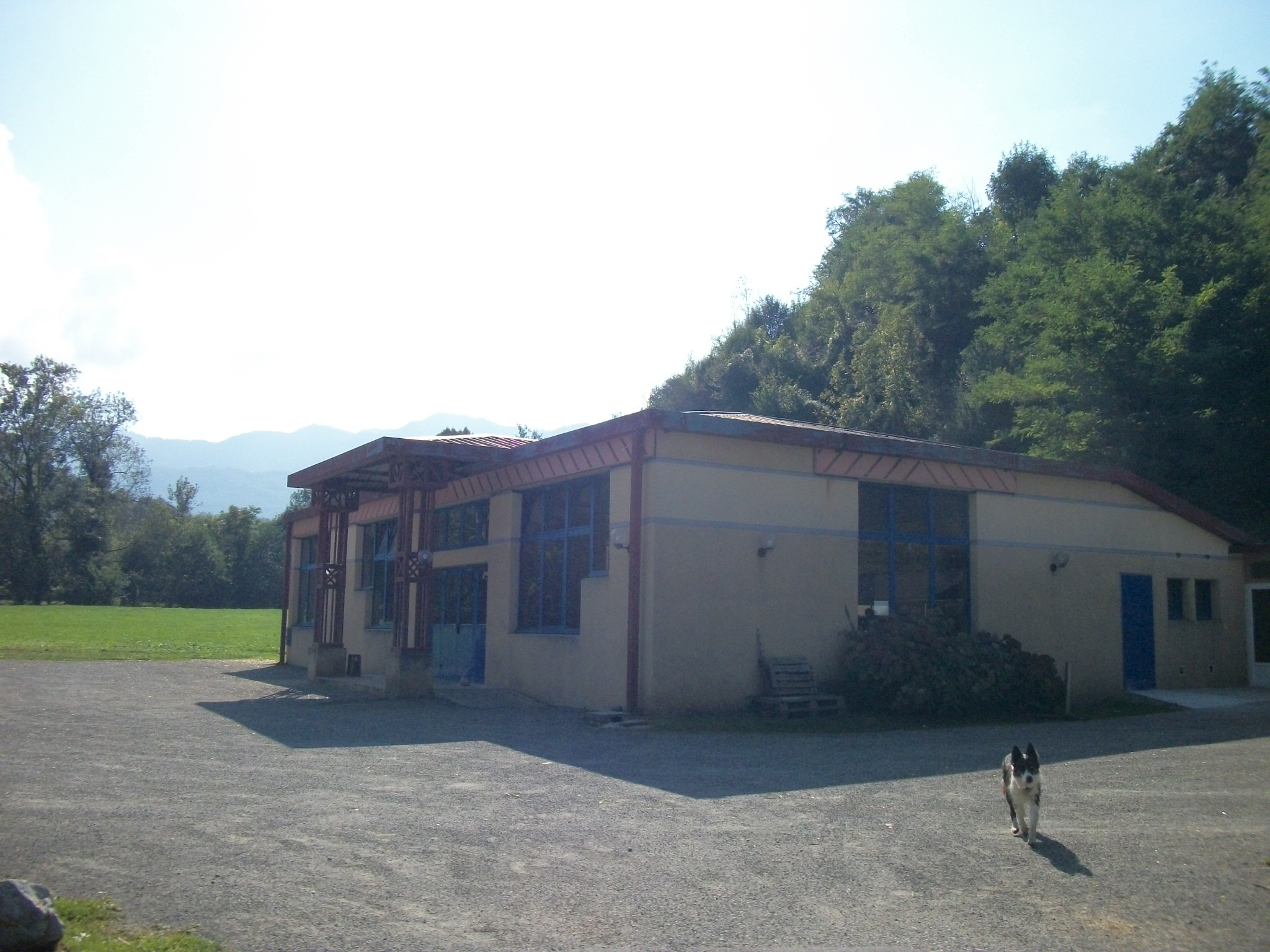
Salle des fêtes de Nistos.
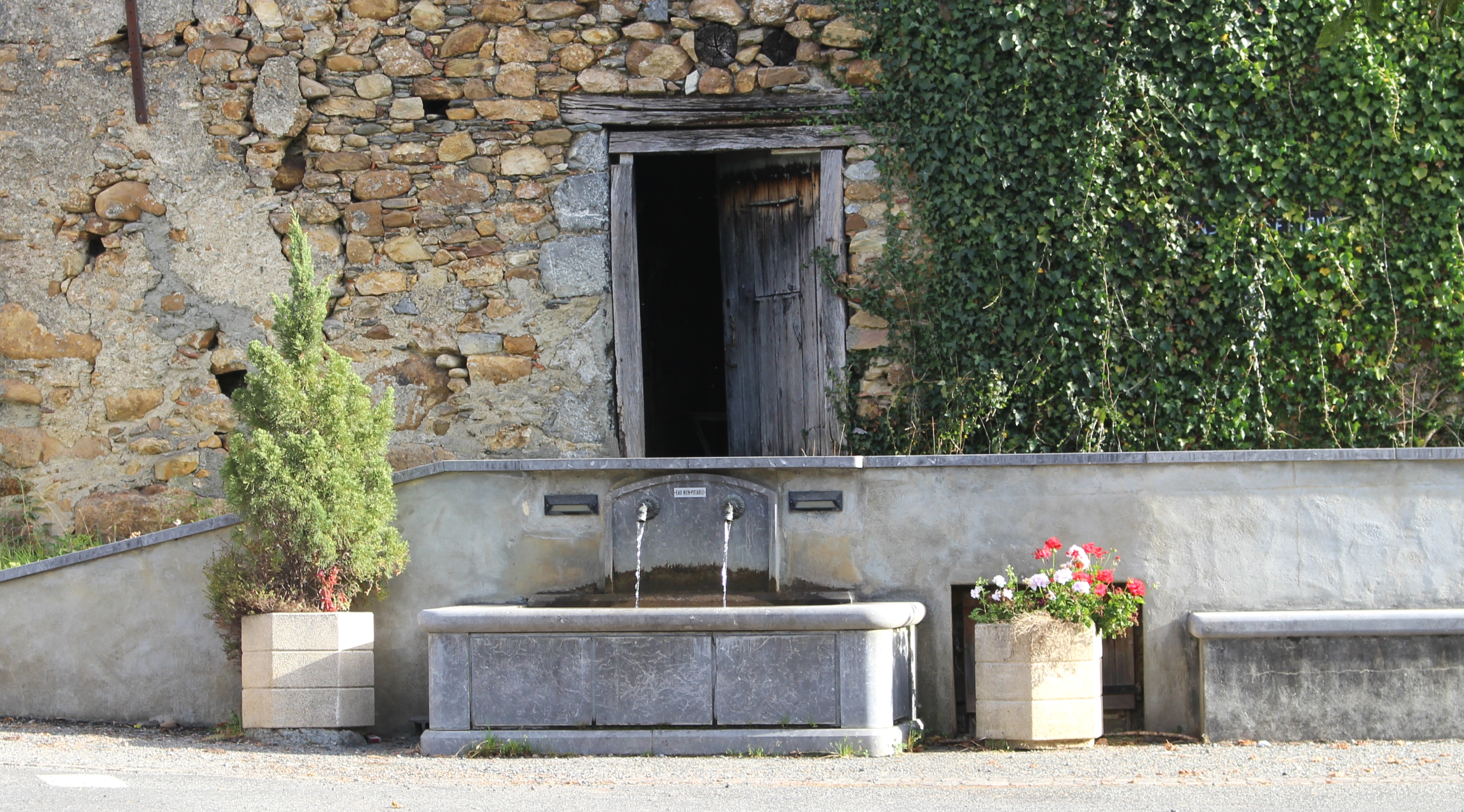
Fontaine du Bas-Nistos.
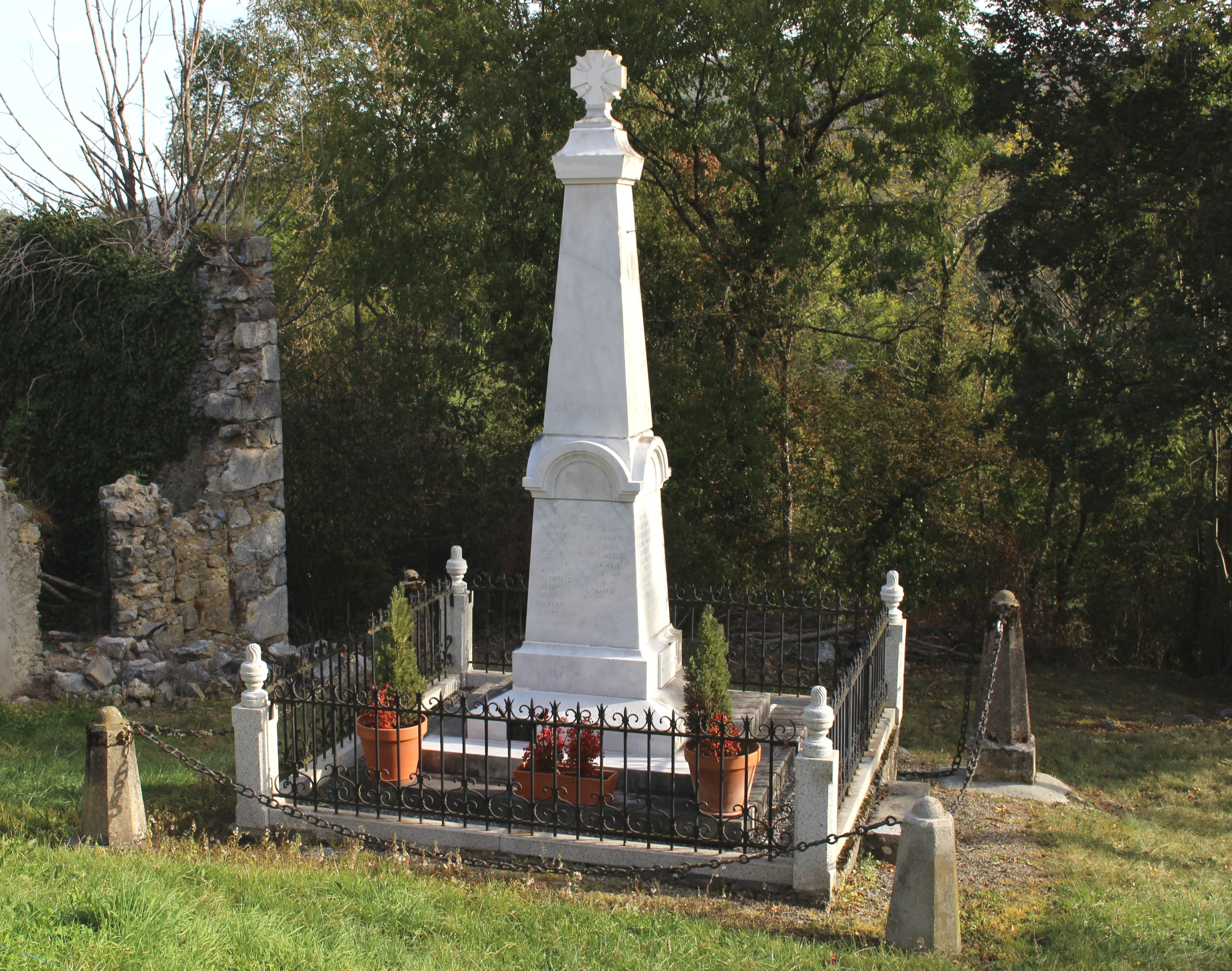
Bas-Nistos.
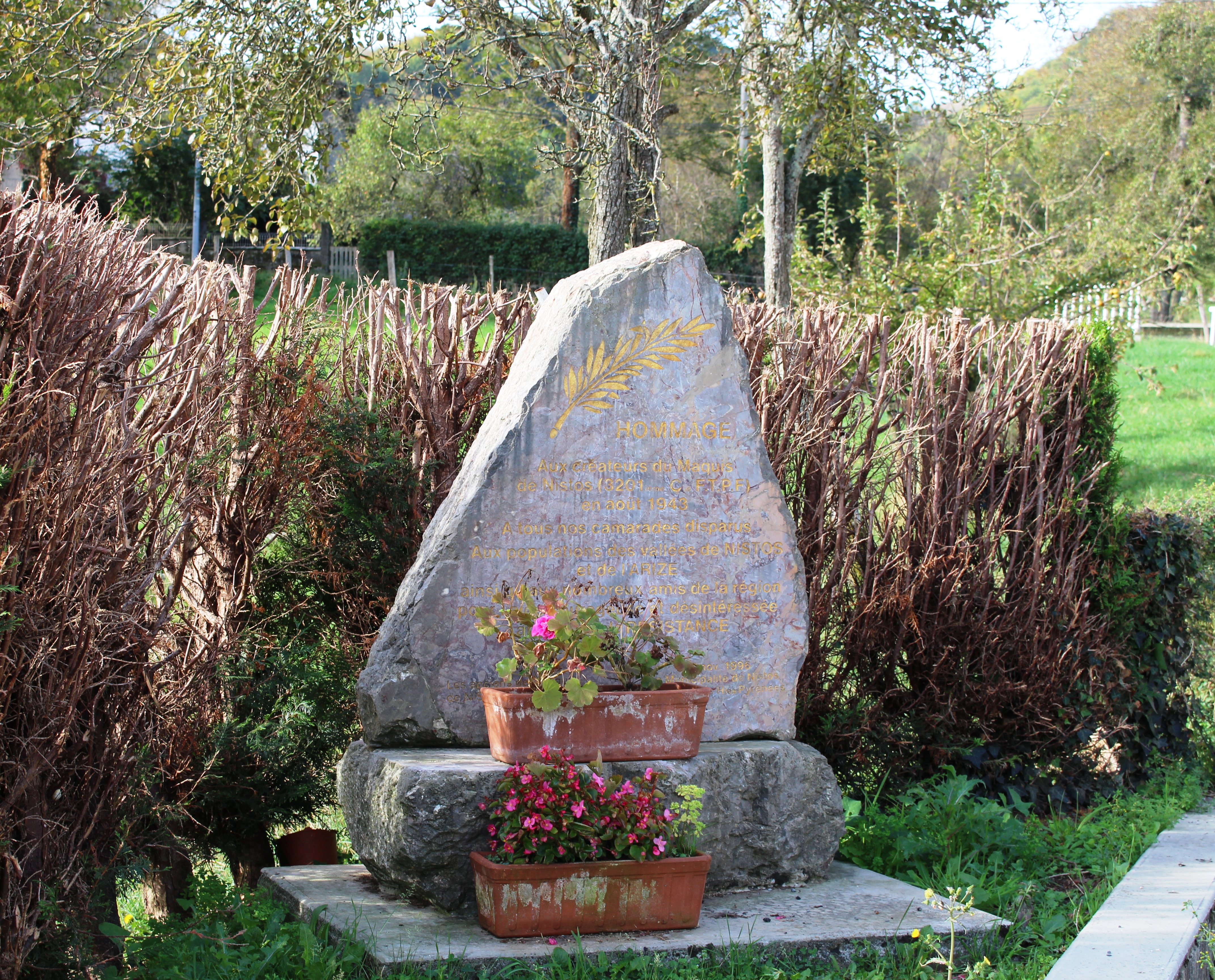
Stèle de Bas-Nistos.
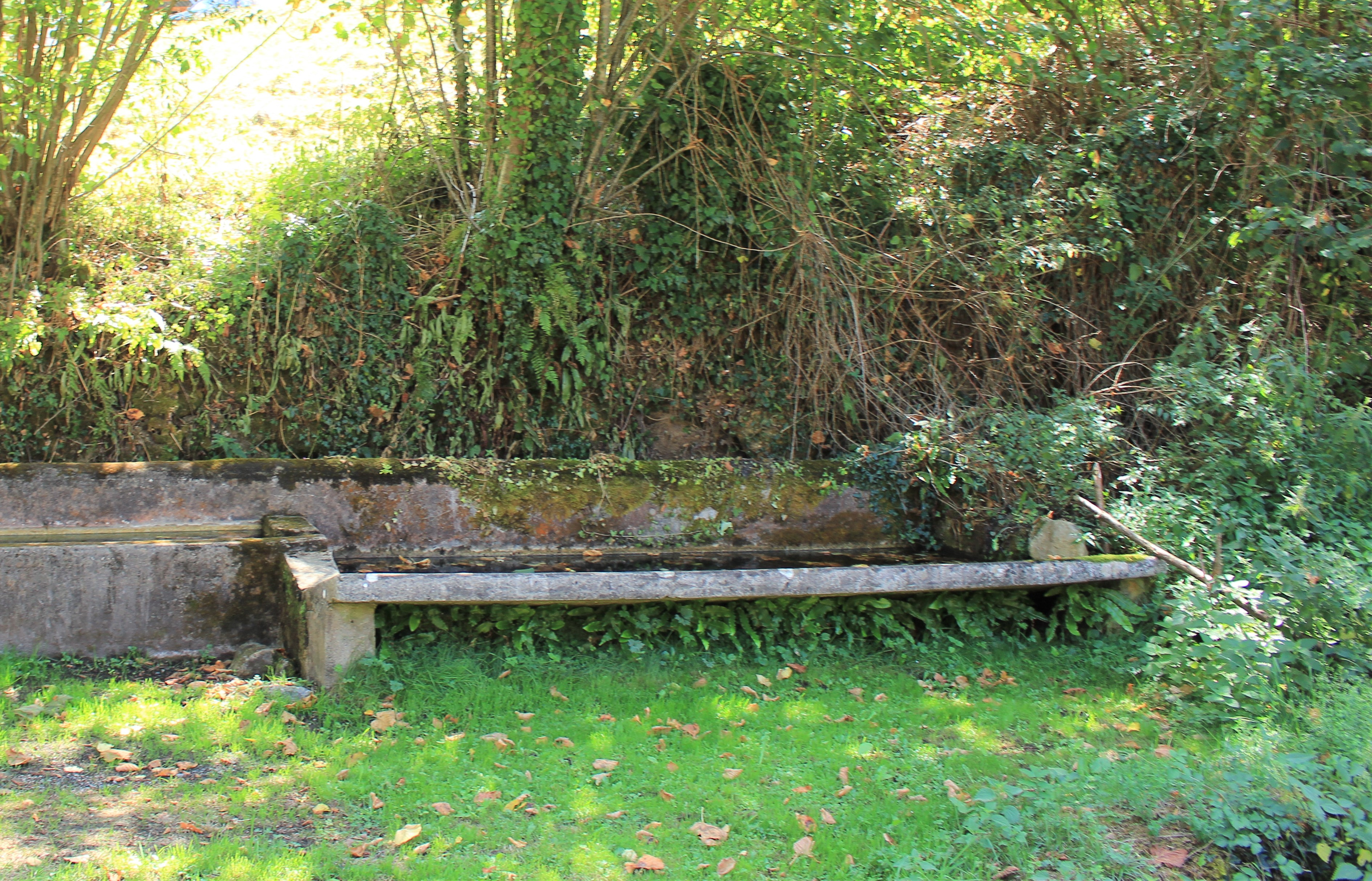
Le lavoir de Bas-Nistos.

#### Haut-Nistos

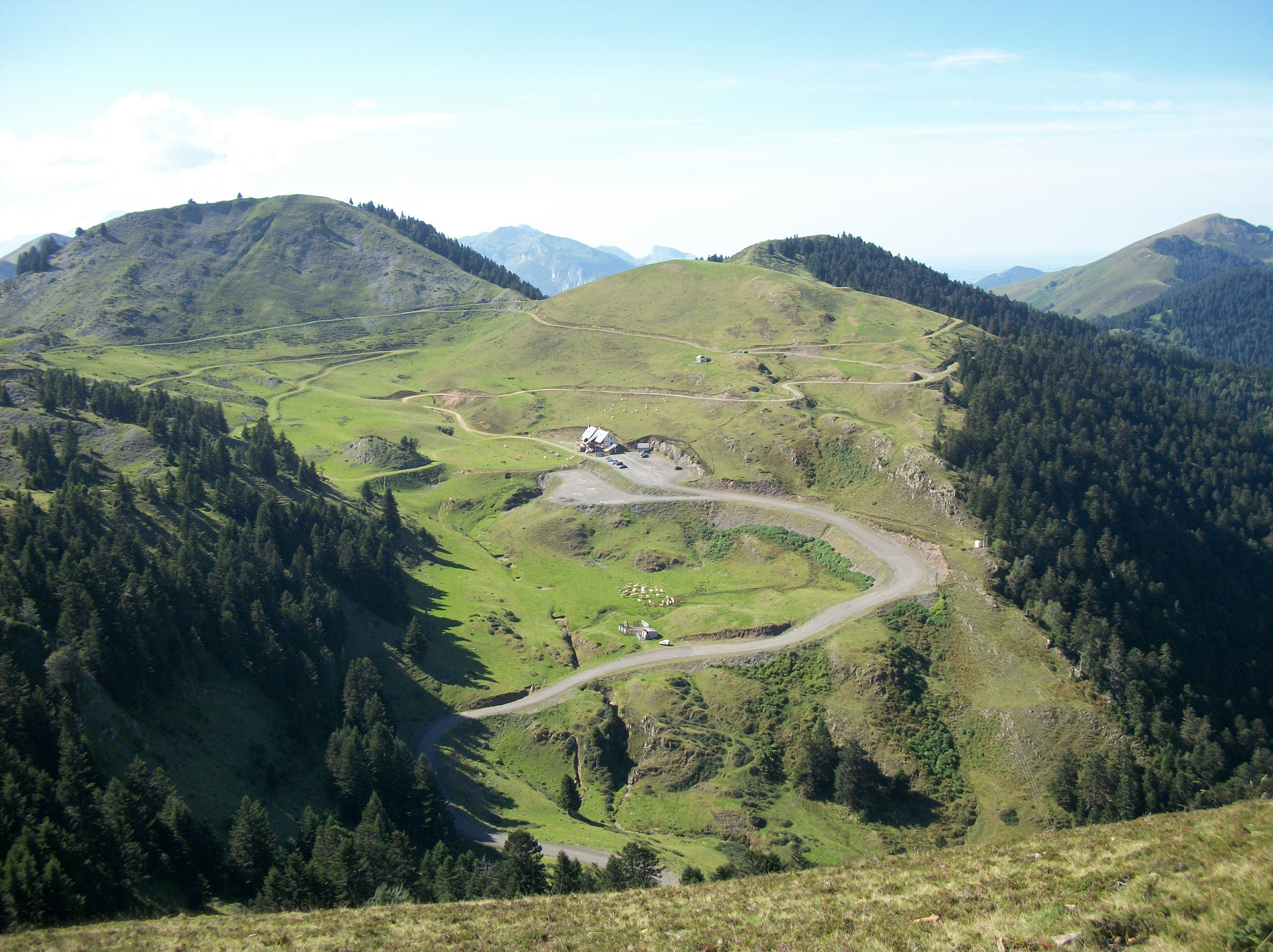
Station de ski de fond de Nistos en été.

- Église  Notre-Dame de Bernadouze[52].

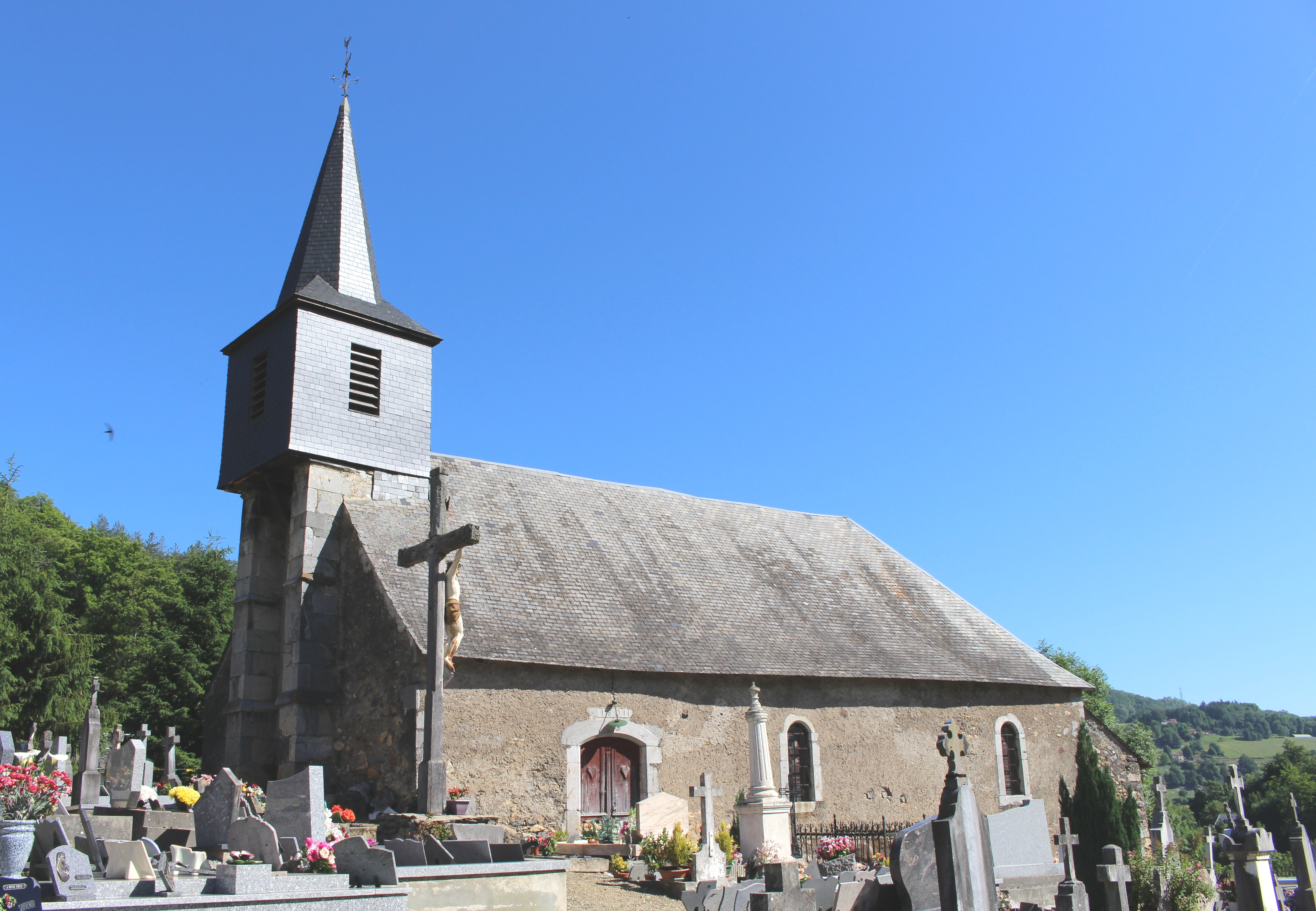
L'église Notre-Dame de Bernadouze.
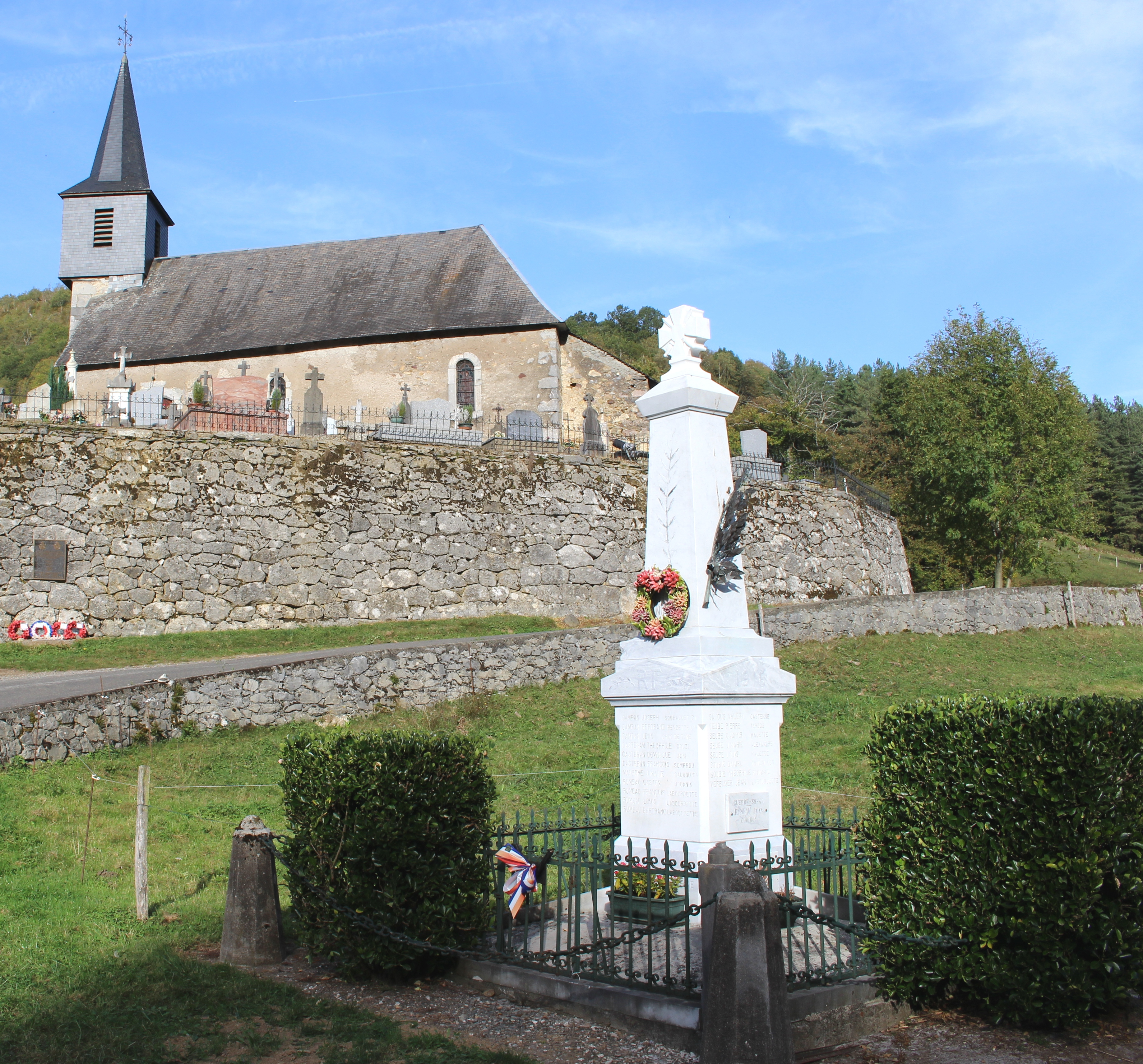
Haut-Nistos.
Stèle de Haut-Nistos.

### Héraldique
| Blason | Blasonnement : De sinople aux deux fasces ondées d'argent entre lesquelles nagent deux poissons de sable, au chef d'or chargé d'une couronne comtale d'argent. |